# Campionato mondiale di Formula 1 2021

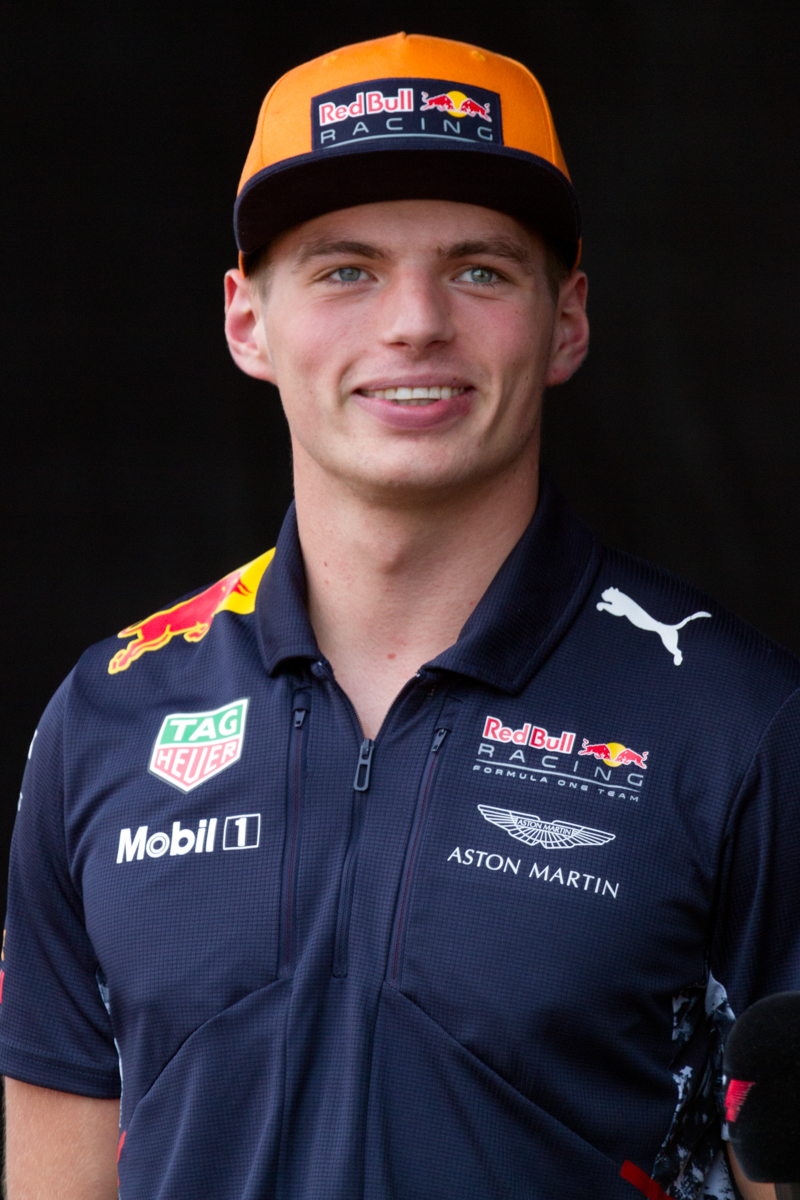
Max Verstappen si aggiudica per la prima volta il titolo piloti dopo una lotta serrata con Lewis Hamilton.

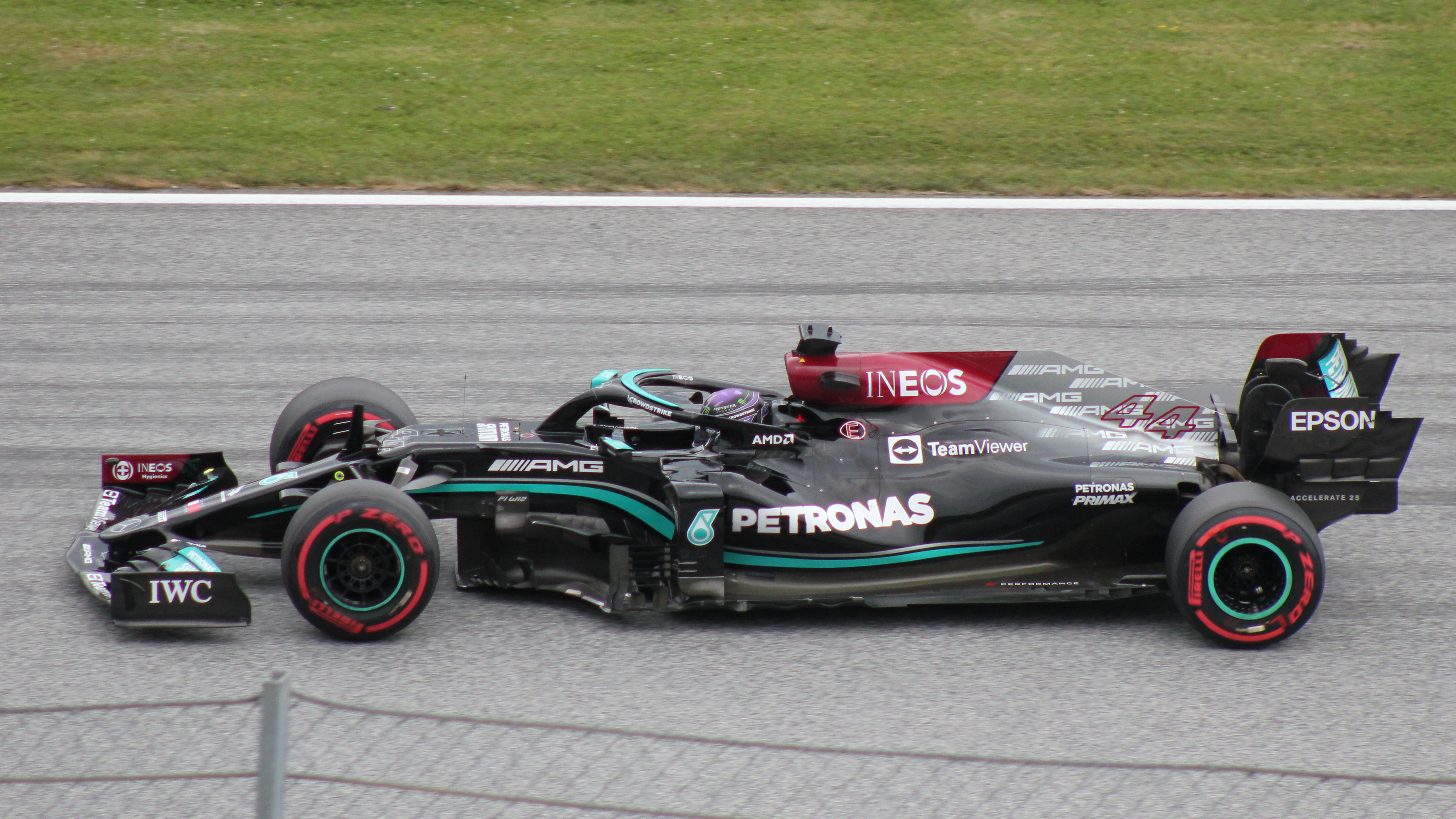
La Mercedes vince il suo ottavo titolo costruttori consecutivo.

Il campionato mondiale di Formula 1 2021 organizzato dalla FIA è stato, nella storia della categoria, il 72º ad assegnare il campionato piloti e il 64º ad assegnare il campionato costruttori. È iniziato il 28 marzo e si è concluso il 12 dicembre, dopo ventidue gare, risultando il campionato più lungo di sempre per numero di appuntamenti della storia della Formula 1.
L'inizio del campionato, previsto per il 21 marzo col Gran Premio d'Australia, viene rinviato al weekend successivo col Gran Premio del Bahrein dopo che la Federazione decide di posticipare, e successivamente annullare, la gara inaugurale della stagione a causa della pandemia di COVID-19.
Il pilota olandese della Red Bull Racing, Max Verstappen, si è aggiudicato per la prima volta in carriera il campionato piloti. Verstappen è così diventato il trentaquattresimo pilota della storia della Formula 1 a vincere il titolo, il quarto più giovane di sempre, e il primo di questa nazionalità, interrompendo una striscia di quattro titoli di fila del pilota britannico della Mercedes, Lewis Hamilton. La scuderia tedesca si è aggiudicata per l'ottava volta consecutiva il campionato costruttori, rafforzando il record già detenuto di titoli conquistati consecutivamente nella categoria a partire dal 2014.

## La prestagione

### Il calendario

In verde sono segnati i paesi che nel 2021 hanno ospitato un Gran Premio di Formula 1, con sedi del circuito segnate con un punto nero. In grigio scuro sono quelli che li hanno ospitati in passato con gli ex circuiti ospitanti contrassegnati con un punto bianco.

Inizialmente tutti i Gran Premi annullati nel corso della stagione precedente a causa della pandemia di COVID-19, tra cui quelli d'Australia, Cina, Monaco, Azerbaigian, Canada, Francia, Singapore, Giappone e Stati Uniti, fanno il loro ritorno nel mondiale, mentre i Gran Premi introdotti nel 2020 per rimpiazzare le gare precedentemente annullate, tra cui quelli di Stiria, 70º Anniversario, Toscana, Eifel, Emilia-Romagna e Sakhir, al loro debutto nel mondiale, insieme ai ritorni dei Gran Premi di Portogallo e Turchia, non vengono confermati.
Il Gran Premio del Vietnam avrebbe dovuto debuttare nella stagione 2020, su un circuito costruito tra le vie della capitale Hanoi, ma per via della pandemia di COVID-19 viene posticipato all'anno successivo, per poi cancellarlo definitivamente dal calendario 2021 per via dell'arresto del Presidente del Comitato del Popolo di Hanoi, che ricopriva un ruolo di primaria importanza riguardo all'organizzazione del Gran Premio.
Fa il suo ritorno nel calendario il Gran Premio d'Olanda, che farà tappa nel ristrutturato circuito di Zandvoort. Il ritorno del Gran Premio era stato programmato già durante il campionato 2020, ma esso è stato inizialmente posticipato e successivamente annullato a causa della pandemia di COVID-19.
Fanno i loro debutti il Gran Premio di Città del Messico, il cui esordio era già programmato durante la stagione precedente, ma successivamente annullato a causa della pandemia di COVID-19, e il Gran Premio di San Paolo, da disputarsi rispettivamente all'Autodromo Hermanos Rodríguez di Città del Messico, sede in precedenza del Gran Premio del Messico, e sul circuito di Interlagos di San Paolo, sede in passato del Gran Premio del Brasile. A questi si aggiunge, per la prima volta nella storia del campionato mondiale di Formula 1, l'esordio del Gran Premio d'Arabia Saudita, da corrersi su un circuito cittadino della città di Gedda, diventando il quarto Gran Premio da corrersi in Medio Oriente, dopo quelli di Bahrein, Abu Dhabi e Sakhir. L'obiettivo principale degli organizzatori è ospitare i futuri Gran Premi su un circuito permanente, ancora da definire, a Qiddiya, un quartiere di Riad. La gara si svolgerà in notturna, il quarto evento dopo i Gran Premi di Singapore, Bahrein e Sakhir.
Il 12 gennaio 2021 il Gran Premio d'Australia, originariamente previsto come gara inaugurale del campionato, a causa di problemi relativi alla pandemia di COVID-19, viene spostato a novembre. L'inizio del campionato viene posticipato di una settimana col Gran Premio del Bahrein. Il Gran Premio di Cina, inizialmente in programma come terzo appuntamento della stagione, viene rinviato a data da destinarsi e al suo posto viene inserito il Gran Premio dell'Emilia-Romagna che diventa la seconda tappa stagionale, il cui debutto avvenne nel campionato 2020, per rimpiazzare Gran Premi non disputati a causa della pandemia, lasciando libera l'aggiunta di un nuovo Gran Premio, che sostituisce la cancellazione del Gran Premio del Vietnam, per mantenere il numero record di 23 appuntamenti stagionali. Le date dei Gran Premi di San Paolo e quelle di Arabia Saudita e Abu Dhabi vengono rispettivamente anticipate e posticipate di una settimana, per accomodare lo spostamento del Gran Premio d'Australia nella parte di finale di stagione.
Il 29 gennaio 2021 il Gran Premio dell'Emilia-Romagna cambia la sua denominazione in Gran Premio del Made in Italy e dell'Emilia Romagna, con l'inclusione dell'indicazione di provenienza di un bene che ha origine in Italia.
Il 5 marzo 2021, come terzo appuntamento della stagione ancora da stabilire in sostituzione della cancellazione del Gran Premio del Vietnam, viene inserito il Gran Premio del Portogallo, il cui ritorno avvenne già nella stagione precedente, per rimpiazzare Gran Premi non disputati a causa della pandemia.
Il 28 aprile 2021 la Federazione annuncia l'annullamento del Gran Premio del Canada per la seconda stagione consecutiva a causa delle problematiche legate alla pandemia di COVID-19. Al suo posto viene inserito il Gran Premio di Turchia, il cui ritorno avvenne già nella stagione precedente, per rimpiazzare Gran Premi non disputati a causa della pandemia.
Il 14 maggio 2021, a causa delle restrizioni imposte dal Regno Unito ai viaggiatori provenienti dalla Turchia per via delle problematiche dettate dalla pandemia di COVID-19, la Federazione annuncia la posticipazione del Gran Premio di Turchia. Il Gran Premio di Francia viene anticipato di una settimana e nella sua data originaria viene inserito il Gran Premio di Stiria, che ha già debuttato nel campionato 2020, per rimpiazzare Gran Premi non disputati a causa della pandemia.
Il 4 giugno 2021 la Federazione annuncia l'annullamento del Gran Premio di Singapore per il secondo anno consecutivo a causa delle problematiche dettate dalla pandemia di COVID-19.
Il 25 giugno 2021, dopo che era stato posticipato nelle settimane precedenti, viene reinserito in calendario il Gran Premio di Turchia in sostituzione della cancellazione del Gran Premio di Singapore.
Il 6 luglio 2021 viene annunciato l'annullamento del Gran Premio d'Australia dopo le decisioni prese dal governo per via delle problematiche dettate dalla pandemia di COVID-19.
Il 18 agosto 2021 viene annullato il Gran Premio del Giappone per il secondo anno consecutivo a causa della pandemia di COVID-19.
Il 28 agosto 2021 la Federazione conferma il calendario delle gare rimanenti, riducendolo a 22 Gran Premi rispetto ai 23 inizialmente previsti. I Gran Premi di Turchia, Città del Messico e San Paolo vengono spostati di una settimana, lasciando libera l'aggiunta di un nuovo Gran Premio in sostituzione del Gran Premio d'Australia precedentemente annullato.
Il 30 settembre 2021, in sostituzione della cancellazione del Gran Premio d'Australia, viene annunciato per la prima volta nella storia del campionato mondiale l'ingresso in calendario del Gran Premio del Qatar, da disputarsi sul circuito di Lusail. È il quinto Gran Premio ospitato da una nazione del Medio Oriente, dopo i Gran Premi di Bahrein, Abu Dhabi, Sakhir e il già annunciato Gran Premio d'Arabia Saudita.
| Gara | Nome ufficiale del Gran Premio                              | Circuito                           | Sede              | Data         | Ora    | Ora   | Ora   | Diretta TV        |
| Gara | Nome ufficiale del Gran Premio                              | Circuito                           | Sede              | Data         | Locale | UTC   | ITA   | Diretta TV        |
| ---- | ----------------------------------------------------------- | ---------------------------------- | ----------------- | ------------ | ------ | ----- | ----- | ----------------- |
| 1    | Gulf Air Bahrain Grand Prix                                 | Bahrain International Circuit      | Manama            | 28 marzo     | 18:00  | 15:00 | 17:00 | Sky Sport F1      |
| 2    | Pirelli Gran Premio del Made in Italy e dell'Emilia Romagna | Autodromo Enzo e Dino Ferrari      | Imola             | 18 aprile    | 15:00  | 13:00 | 15:00 | Sky Sport F1, TV8 |
| 3    | Heineken Grande Prémio de Portugal                          | Autódromo Internacional do Algarve | Portimão          | 2 maggio     | 15:00  | 14:00 | 16:00 | Sky Sport F1      |
| 4    | Aramco Gran Premio de España                                | Circuit de Barcelona-Catalunya     | Montmeló          | 9 maggio     | 15:00  | 13:00 | 15:00 | Sky Sport F1, TV8 |
| 5    | Grand Prix de Monaco                                        | Circuit de Monaco                  | Monaco            | 23 maggio    | 15:00  | 13:00 | 15:00 | Sky Sport F1, TV8 |
| 6    | Azerbaijan Grand Prix                                       | Baku City Circuit                  | Baku              | 6 giugno     | 16:00  | 12:00 | 14:00 | Sky Sport F1      |
| 7    | Emirates Grand Prix de France                               | Circuit Paul Ricard                | Le Castellet      | 20 giugno    | 15:00  | 13:00 | 15:00 | Sky Sport F1      |
| 8    | BWT Großer Preis der Steiermark                             | Red Bull Ring                      | Spielberg         | 27 giugno    | 15:00  | 13:00 | 15:00 | Sky Sport F1      |
| 9    | BWT Großer Preis von Österreich                             | Red Bull Ring                      | Spielberg         | 4 luglio     | 15:00  | 13:00 | 15:00 | Sky Sport F1      |
| 10   | Pirelli British Grand Prix                                  | Silverstone Circuit                | Silverstone       | 18 luglio    | 15:00  | 14:00 | 16:00 | Sky Sport F1      |
| 11   | Rolex Magyar Nagydíj                                        | Hungaroring                        | Mogyoród          | 1º agosto    | 15:00  | 13:00 | 15:00 | Sky Sport F1      |
| 12   | Rolex Belgian Grand Prix                                    | Circuit de Spa-Francorchamps       | Stavelot          | 29 agosto    | 15:00  | 13:00 | 15:00 | Sky Sport F1      |
| 13   | Heineken Dutch Grand Prix                                   | Circuit Zandvoort                  | Zandvoort         | 5 settembre  | 15:00  | 13:00 | 15:00 | Sky Sport F1      |
| 14   | Heineken Gran Premio d'Italia                               | Autodromo nazionale di Monza       | Monza             | 12 settembre | 15:00  | 13:00 | 15:00 | Sky Sport F1, TV8 |
| 15   | VTB Russian Grand Prix                                      | Sochi Autodrom                     | Soči              | 26 settembre | 15:00  | 12:00 | 14:00 | Sky Sport F1      |
| 16   | Rolex Turkish Grand Prix                                    | Istanbul International Circuit     | Tuzla             | 10 ottobre   | 15:00  | 12:00 | 14:00 | Sky Sport F1      |
| 17   | Aramco United States Grand Prix                             | Circuit of the Americas            | Austin            | 24 ottobre   | 14:00  | 19:00 | 21:00 | Sky Sport F1      |
| 18   | Gran Premio de la Ciudad de México                          | Autodromo Hermanos Rodríguez       | Città del Messico | 7 novembre   | 13:00  | 19:00 | 20:00 | Sky Sport F1      |
| 19   | Heineken Grande Prêmio de São Paulo                         | Autódromo José Carlos Pace         | San Paolo         | 14 novembre  | 14:00  | 17:00 | 18:00 | Sky Sport F1      |
| 20   | Ooredoo Qatar Grand Prix                                    | Lusail International Circuit       | Doha              | 21 novembre  | 17:00  | 14:00 | 15:00 | Sky Sport F1      |
| 21   | STC Saudi Arabian Grand Prix                                | Jeddah Corniche Circuit            | Gedda             | 5 dicembre   | 20:30  | 17:30 | 18:30 | Sky Sport F1      |
| 22   | Etihad Airways Abu Dhabi Grand Prix                         | Yas Marina Circuit                 | Abu Dhabi         | 12 dicembre  | 17:00  | 13:00 | 14:00 | Sky Sport F1, TV8 |

#### Gran Premi annullati
| Nome ufficiale del Gran Premio          | Circuito                           | Sede      |
| --------------------------------------- | ---------------------------------- | --------- |
| Chinese Grand Prix                      | Shanghai International Circuit     | Shanghai  |
| Heineken Grand Prix du Canada           | Circuit Gilles-Villeneuve          | Montréal  |
| Singapore Airlines Singapore Grand Prix | Marina Bay Street Circuit          | Singapore |
| Honda Japanese Grand Prix               | Suzuka International Racing Course | Suzuka    |
| Rolex Australian Grand Prix             | Albert Park Circuit                | Melbourne |

### La presentazione delle vetture
| Costruttore                     | Telaio            | Data presentazione            | Luogo presentazione                     |
| ------------------------------- | ----------------- | ----------------------------- | --------------------------------------- |
| Alpine F1 Team                  | A521              | 14 gennaio (livrea invernale) | Sito web                                |
| Alpine F1 Team                  | A521              | 2 marzo (vettura)             | Sito web                                |
| McLaren F1 Team                 | MCL35M            | 15 febbraio                   | McLaren Technology Centre, Woking       |
| Scuderia AlphaTauri Honda       | AT02              | 19 febbraio                   | Sito web                                |
| Alfa Romeo Racing ORLEN         | C41               | 22 febbraio                   | Grande Teatro-Opera Nazionale, Varsavia |
| Red Bull Racing Honda           | RB16B             | 23 febbraio                   | Sito web                                |
| Mercedes-AMG Petronas F1 Team   | W12 E Performance | 2 marzo                       | Sito web                                |
| Aston Martin Cognizant F1 Team  | AMR21             | 3 marzo                       | Sito web                                |
| Uralkali Haas F1 Team           | VF-21             | 4 marzo (livrea)              | Sito web                                |
| Uralkali Haas F1 Team           | VF-21             | 12 marzo (vettura)            | Bahrain International Circuit, Sakhir   |
| Williams Racing                 | FW43B             | 5 marzo                       | Sito web                                |
| Scuderia Ferrari Mission Winnow | SF21              | 10 marzo                      | Sito web                                |

### Test
Per la stagione 2021 di Formula 1 la Federazione Internazionale dell'Automobile, a causa delle problematiche legate alla pandemia di COVID-19, riduce ad un'unica sessione di soli tre giorni i test pre-stagionali, a differenza delle due sessioni da tre giorni l'una utilizzate nei precedenti test, da disputarsi sul circuito di Manama in Bahrein, dal 12 al 14 marzo. Era stata comunque già avanzata l'ipotesi di svolgere i test su questo tracciato durante la stagione 2020, ma fu successivamente scartata.
Inizialmente i test erano programmati sul tradizionale circuito di Catalogna, in Spagna, dal 2 al 4 marzo, ma a seguito del rinvio dell'inizio del campionato, con il Gran Premio d'Australia, la prima gara della stagione, posticipato a novembre a causa della pandemia di COVID-19, le squadre hanno concordato di svolgere i test a Sakhir, due settimane prima del nuovo inizio della stagione programmato con il Gran Premio del Bahrein. Rimangono immutati invece i test rookie post-stagionali del 15 dicembre da disputarsi sul circuito di Yas Marina ad Abu Dhabi.
Per la prima volta i test prestagionali sono sponsorizzati da Aramco, una compagnia nazionale saudita di idrocarburi.

### Accordi e fornitori

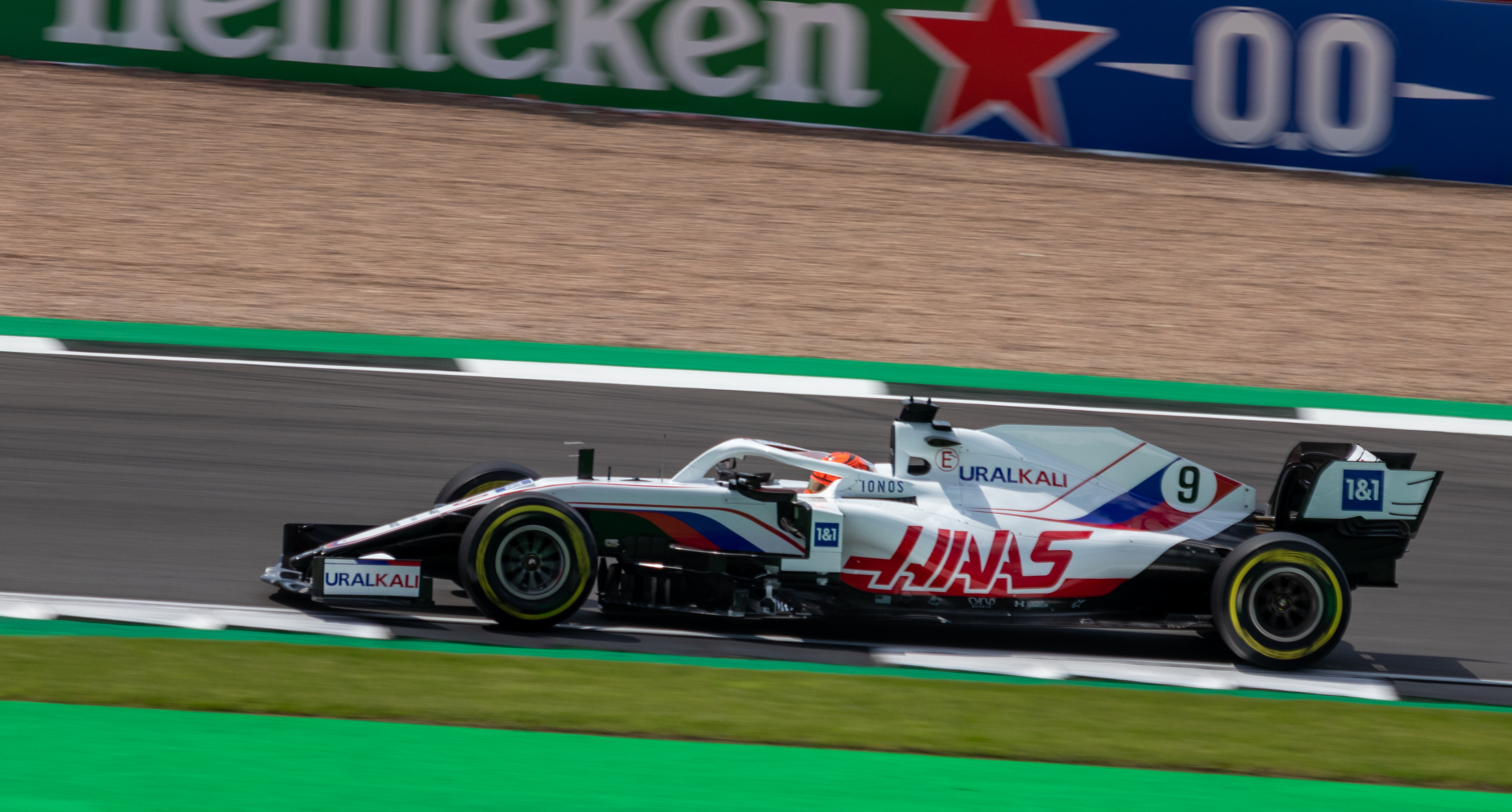
La Haas accoglie il title sponsor Uralkali.

Per la stagione 2021 la scuderia McLaren decide di abbandonare la fornitura Renault delle power unit e si accorda con la Mercedes per un contratto quadriennale, inserendo anche un'opzione di prolungamento. La McLaren utilizzò i propulsori tedeschi già in passato, tra la stagione 1995 e 2014, con i quali vinse tre titoli piloti e un mondiale costruttori. Con l'aggiunta della McLaren, la Mercedes diviene fornitrice ufficiale di tre scuderie.
La neonata scuderia Aston Martin, che utilizza la power unit Mercedes, rinnova il contratto con l'azienda austriaca BWT, ma al suo posto, come title sponsor, viene ingaggiata la multinazionale statunitense Cognizant, alla prima sponsorizzazione in Formula 1. Per via dell'entrata della nuova scuderia, la Red Bull abbandona il title sponsor Aston Martin, il quale viene sostituito con Honda.
DP World, sponsor principale usato dalla Renault nel 2020, non viene rinnovato dalla scuderia francese dopo la sua rinomina in Alpine. Uralkali, azienda russa produttrice ed esportatrice di potassio, diviene title sponsor della Haas.
Mission Winnow, main sponsor della Ferrari, dal Gran Premio di Francia al Gran Premio d'Italia, e nel Gran Premio di Turchia, viene oscurato perché percepito dalle legislazioni locali come una forma di pubblicità indiretta al tabacco.
Il 2021 è anche l'ultimo anno della Honda come fornitrice ufficiale di power unit, dopo il ritorno avvenuto nella stagione 2015, cui fornì i propulsori alla McLaren. Pertanto sia Red Bull che AlphaTauri, a partire dalla stagione 2022, dovranno trovare un nuovo fornitore, oppure svilupparli direttamente in proprio. Successivamente, la Red Bull annuncia che sarà in grado di essere indipendente a livello di realizzazione di power unit dopo aver siglato con la Honda un accordo per sfruttare la tecnologia della casa giapponese per quanto concerne i propulsori a partire dal 2022. La nuova divisione è stata nominata "Red Bull Powertrains Limited" e la scuderia austriaca continuerà a correre con i motori Honda, fornendoli anche all'AlphaTauri. Prima del Gran Premio d'Austria, il fornitore annuncia che nel 2022 continuerà ad assemblare le power unit a Sakura prima dello spostamento del polo motoristico a Milton Keynes. A partire dal 2023, sarà "Red Bull Powertrains" ad assumersi la responsabilità di tutta la produzione e la manutenzione dei motori. Prima del Gran Premio degli Stati Uniti d'America, Masashi Yamamoto, responsabile della casa giapponese, annuncia che la Red Bull Racing potrà usufruire della proprietà intellettuale sino al 2025. A partire dall'anno successivo la scuderia di Milton Keynes dovrà fare tutto in proprio riguardo l'assemblamento delle power unit.
Pirelli, insieme all'inclusione dell'indicazione del Made in Italy, legata alla provenienza di un bene che ha origine in Italia, diviene sponsor principale del Gran Premio dell'Emilia-Romagna, mentre Heineken è main sponsor del ritorno del Gran Premio d'Olanda e del nuovo Gran Premio di San Paolo. Emirates diviene sponsor del Gran Premio di Francia, mentre BWT, azienda austriaca attiva nel campo dei sistemi di trattamento dell'acqua, sponsorizza per la prima volta il Gran Premio di Stiria e il Gran Premio d'Austria. Rolex sponsorizza nuovamente il Gran Premio d'Ungheria, come già accaduto nell'edizione 2018 e 2019, e per la prima volta il Gran Premio di Turchia. Aramco sponsorizza per la prima volta il Gran Premio degli Stati Uniti d'America, Ooredoo, provider di telecomunicazioni, il nuovo Gran Premio del Qatar, e STC, società digitale che offre servizi di telecomunicazioni, il nuovo Gran Premio d'Arabia Saudita.
Il Gran Premio del Canada, prima del suo annullamento, era stato sponsorizzato da Heineken, come già fatto nell'edizione 2018, mentre il Gran Premio del Giappone, anch'esso annullato, da Honda, come già accaduto nell'edizione dello stesso anno.

## Scuderie e piloti

### Scuderie

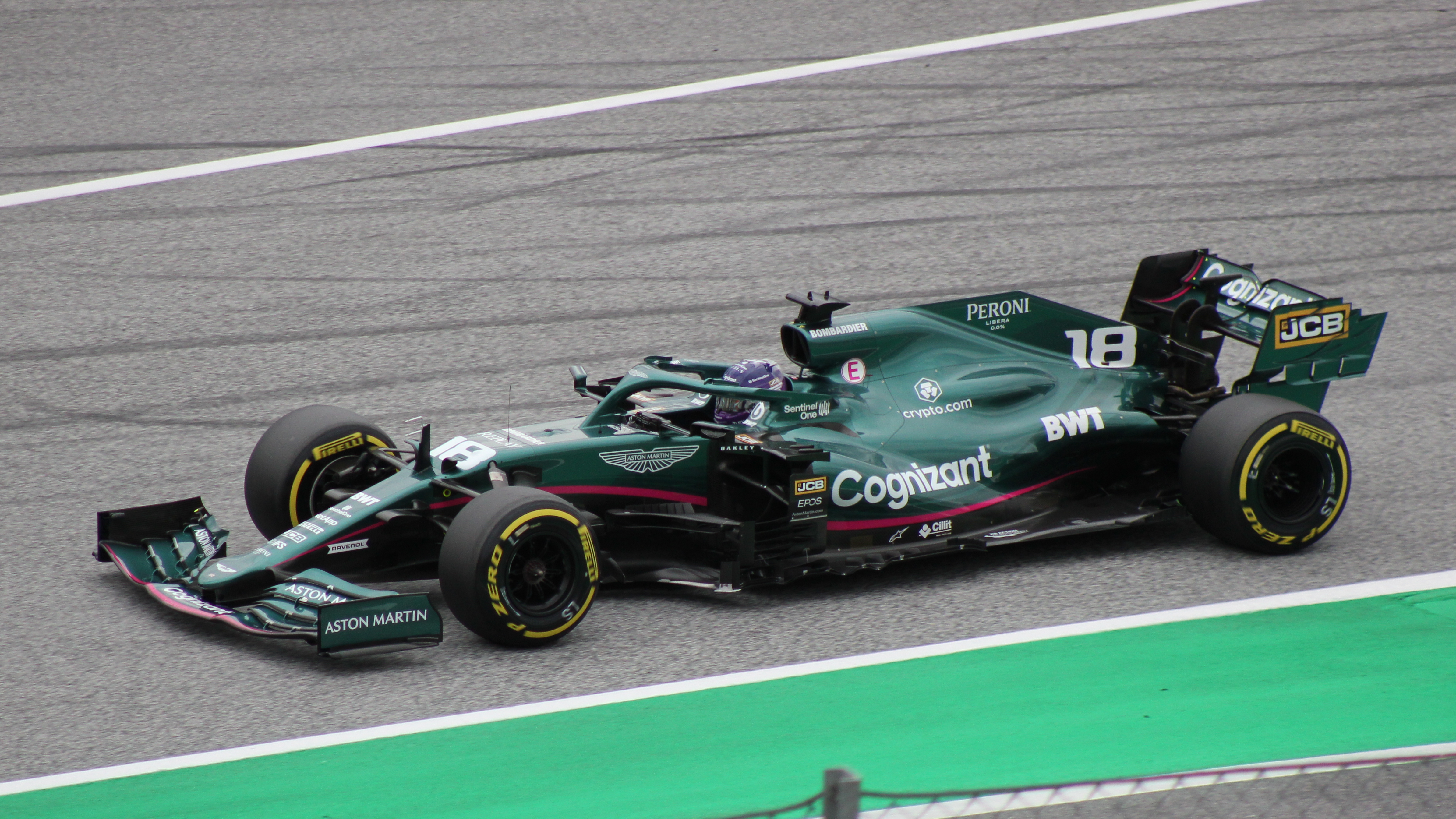
Dopo due stagioni, la Racing Point cambia denominazione in Aston Martin Cognizant F1 Team.

La Racing Point cambia denominazione ufficiale da BWT Racing Point F1 Team in Aston Martin Cognizant F1 Team, a seguito di una decisione dell'imprenditore Lawrence Stroll, proprietario sia della scuderia che del marchio automobilistico. Anche la Renault cambia il proprio nome ufficiale: viene infatti rinominata da Renault DP World F1 Team in Alpine F1 Team, poiché la casa madre desidera rilanciare il suo marchio automobilistico sportivo Alpine.

### Piloti
Dopo aver gareggiato sei anni con la Ferrari, il quattro volte campione del mondo di Formula 1 Sebastian Vettel cambia scuderia e passa all'Aston Martin. Al suo posto la scuderia italiana ingaggia il pilota spagnolo Carlos Sainz Jr., che si allontana quindi dalla McLaren. Il team inglese, per rimpiazzarlo, mette sotto contratto Daniel Ricciardo, che abbandona la Renault. Nel posto vacante la scuderia francese ingaggia Fernando Alonso, che ritorna nella massima serie dopo due anni di assenza, dopo aver guidato l'ultima volta per la McLaren. Alonso corse nel team transalpino anche in precedenza, per due volte, tra il 2003 e il 2006 e tra il 2008 e 2009, conquistando due titoli mondiali nel 2005 e 2006.
Sergio Pérez, dopo aver lasciato la Racing Point al termine della stagione precedente, nonostante la firma del prolungamento del contratto con la scuderia inglese avvenuta nel 2019, viene ingaggiato dalla Red Bull, in sostituzione di Alexander Albon, reduce da una stagione peggiore rispetto a quella precedente, non all'altezza delle aspettative della scuderia austriaca. Albon rimane comunque come terzo pilota della squadra.

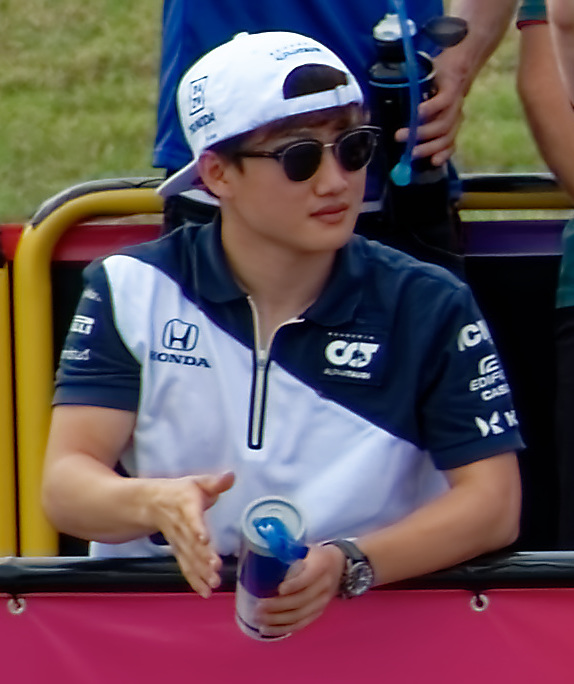
Il giapponese Yuki Tsunoda fa il suo esordio con l'AlphaTauri.

Romain Grosjean e Kevin Magnussen, piloti della Haas, rispettivamente dal 2016 e dal 2017, lasciano il team alla fine del 2020. Al loro posto vengono ingaggiati due piloti che hanno preso parte al campionato di Formula 2 2020, il russo Nikita Mazepin e il tedesco Mick Schumacher, campione uscente della categoria minore, figlio del sette volte campione del mondo Michael Schumacher, nonché nipote di Ralf Schumacher. Mazepin sceglie come numero di gara il 9, utilizzato l'ultima volta dallo svedese Marcus Ericsson nel Gran Premio di Abu Dhabi 2018, mentre Schumacher il 47, utilizzato per l'ultima volta dal belga Stoffel Vandoorne nel Gran Premio del Bahrein 2016. Mazepin, inoltre, è costretto a correre da atleta neutrale usando la designazione RAF (Russian Automobile Federation) per rispettare le restrizioni imposte dal TAS di Losanna dopo la sentenza sul doping di Stato che ha coinvolto l'agenzia antidoping russa.
L'AlphaTauri conferma Pierre Gasly e annuncia l'ingaggio del giapponese Yuki Tsunoda, proveniente dal campionato di Formula 2 2020, al debutto nella massima categoria, il quale sostituisce Daniil Kvjat, che diventa pilota di riserva per l'Alpine. Tsunoda sceglie come numero di gara il 22, utilizzato l'ultima volta da Jenson Button nel Gran Premio di Monaco 2017. Si tratta del primo giapponese a correre nella massima formula dalla stagione 2014, quando Kamui Kobayashi guidò per l'ex scuderia malese Caterham. Inoltre è il primo pilota nato negli anni 2000 a prendere parte a un campionato mondiale di Formula 1.
Il pilota finlandese dell'Alfa Romeo Racing, Kimi Räikkönen, è costretto a saltare il Gran Premio d'Olanda per via della positività al SARS-CoV-2. Viene sostituito dal pilota di riserva della scuderia, Robert Kubica, che ha preso parte all'ultima gara nel Gran Premio di Abu Dhabi 2019 con la Williams. Räikkönen è costretto a saltare anche il successivo Gran Premio d'Italia in quanto non recupera dalla positività, venendo anche in questo caso sostituito dal pilota di riserva Kubica.
Il pilota russo della Haas, Nikita Mazepin, non prende parte al Gran Premio di Abu Dhabi per via della positività al SARS-CoV-2. Egli non viene sostituito dal pilota di riserva della scuderia, il brasiliano Pietro Fittipaldi, in quanto quest'ultimo non disputa almeno una sessione del Gran Premio.

### Tabella riassuntiva
I piloti e le scuderie che affrontano la stagione 2021 di Formula 1 sono:
| Scuderia                        | Costruttore               | Telaio            | Power unit | Gomme | Nº | Piloti             | Sigla | GP          | Terzo pilota / pilota di riserva                                         |
| ------------------------------- | ------------------------- | ----------------- | ---------- | ----- | -- | ------------------ | ----- | ----------- | ------------------------------------------------------------------------ |
| Mercedes-AMG Petronas F1 Team   | Mercedes                  | W12 E Performance | Mercedes   | P     | 44 | Lewis Hamilton     | HAM   | Tutti       | Stoffel Vandoorne Nyck de Vries Nico Hülkenberg                          |
| Mercedes-AMG Petronas F1 Team   | Mercedes                  | W12 E Performance | Mercedes   | P     | 77 | Valtteri Bottas    | BOT   | Tutti       | Stoffel Vandoorne Nyck de Vries Nico Hülkenberg                          |
| Red Bull Racing Honda           | Red Bull Racing-Honda     | RB16B             | Honda      | P     | 33 | Max Verstappen     | VER   | Tutti       | Alexander Albon Sébastien Buemi                                          |
| Red Bull Racing Honda           | Red Bull Racing-Honda     | RB16B             | Honda      | P     | 11 | Sergio Pérez       | PER   | Tutti       | Alexander Albon Sébastien Buemi                                          |
| McLaren F1 Team                 | McLaren-Mercedes          | MCL35M            | Mercedes   | P     | 3  | Daniel Ricciardo   | RIC   | Tutti       | Will Stevens Oliver Turvey Stoffel Vandoorne Nyck de Vries Paul di Resta |
| McLaren F1 Team                 | McLaren-Mercedes          | MCL35M            | Mercedes   | P     | 4  | Lando Norris       | NOR   | Tutti       | Will Stevens Oliver Turvey Stoffel Vandoorne Nyck de Vries Paul di Resta |
| Aston Martin Cognizant F1 Team  | Aston Martin-Mercedes     | AMR21             | Mercedes   | P     | 18 | Lance Stroll       | STR   | Tutti       | Nico Hülkenberg                                                          |
| Aston Martin Cognizant F1 Team  | Aston Martin-Mercedes     | AMR21             | Mercedes   | P     | 5  | Sebastian Vettel   | VET   | Tutti       | Nico Hülkenberg                                                          |
| Alpine F1 Team                  | Alpine-Renault            | A521              | Renault    | P     | 14 | Fernando Alonso    | ALO   | Tutti       | Daniil Kvjat Guanyu Zhou                                                 |
| Alpine F1 Team                  | Alpine-Renault            | A521              | Renault    | P     | 31 | Esteban Ocon       | OCO   | Tutti       | Daniil Kvjat Guanyu Zhou                                                 |
| Scuderia Ferrari Mission Winnow | Ferrari                   | SF21              | Ferrari    | P     | 16 | Charles Leclerc    | LEC   | Tutti       | Antonio Giovinazzi Callum Ilott Antonio Fuoco Davide Rigon               |
| Scuderia Ferrari Mission Winnow | Ferrari                   | SF21              | Ferrari    | P     | 55 | Carlos Sainz Jr.   | SAI   | Tutti       | Antonio Giovinazzi Callum Ilott Antonio Fuoco Davide Rigon               |
| Scuderia AlphaTauri Honda       | AlphaTauri-Honda          | AT02              | Honda      | P     | 22 | Yuki Tsunoda       | TSU   | Tutti       | Alexander Albon                                                          |
| Scuderia AlphaTauri Honda       | AlphaTauri-Honda          | AT02              | Honda      | P     | 10 | Pierre Gasly       | GAS   | Tutti       | Alexander Albon                                                          |
| Alfa Romeo Racing ORLEN         | Alfa Romeo Racing-Ferrari | C41               | Ferrari    | P     | 7  | Kimi Räikkönen     | RAI   | 1-12, 15-22 | Robert Kubica Tatiana Calderón Callum Ilott                              |
| Alfa Romeo Racing ORLEN         | Alfa Romeo Racing-Ferrari | C41               | Ferrari    | P     | 88 | Robert Kubica      | KUB   | 13-14       | Robert Kubica Tatiana Calderón Callum Ilott                              |
| Alfa Romeo Racing ORLEN         | Alfa Romeo Racing-Ferrari | C41               | Ferrari    | P     | 99 | Antonio Giovinazzi | GIO   | Tutti       | Robert Kubica Tatiana Calderón Callum Ilott                              |
| Uralkali Haas F1 Team           | Haas-Ferrari              | VF-21             | Ferrari    | P     | 9  | Nikita Mazepin     | MAZ   | Tutti       | Pietro Fittipaldi                                                        |
| Uralkali Haas F1 Team           | Haas-Ferrari              | VF-21             | Ferrari    | P     | 47 | Mick Schumacher    | MSC   | Tutti       | Pietro Fittipaldi                                                        |
| Williams Racing                 | Williams-Mercedes         | FW43B             | Mercedes   | P     | 63 | George Russell     | RUS   | Tutti       | Jack Aitken Roy Nissany Jamie Chadwick Dan Ticktum                       |
| Williams Racing                 | Williams-Mercedes         | FW43B             | Mercedes   | P     | 6  | Nicholas Latifi    | LAT   | Tutti       | Jack Aitken Roy Nissany Jamie Chadwick Dan Ticktum                       |

## Direzione gara
- Direttore di gara:  Michael Masi.
- Safety car: vetture  Aston Martin Vantage,[129]  Mercedes-AMG GT R[130] - pilota  Bernd Mayländer - copilota  Richard Darker.[131]
- Medical car: vetture  Aston Martin DBX,[129]  Mercedes-AMG C63S Station Wagon[130] - piloti  Alan van der Merwe,[132]  Bruno Correia.[133][134]

## Modifiche al regolamento
Il campionato 2021 avrebbe dovuto introdurre modifiche significative ai regolamenti, compresa l'organizzazione dello sport e le regole sportive, ma a causa della pandemia di COVID-19 la FIA ha definitivamente posticipato l'introduzione delle nuove regolamentazioni tecniche al 2022.

### Regolamento finanziario
La Federazione introduce per la prima volta nella storia un tetto massimo al budget delle squadre, imponendo alle scuderie di non spendere più di 145 milioni di dollari all'anno. Tuttavia, il limite di budget non include il marketing, lo stipendio dei piloti e gli stipendi dei tre principali dirigenti dei team. Saranno messe in atto ulteriori restrizioni che stabiliscono come spendere i premi in denaro. Il limite si applicherà solo alla spesa relativa alle prestazioni dell'auto, che rimarrà in vigore fino alla stagione 2025. Nel caso in cui una squadra infranga i regolamenti finanziari, essa può essere penalizzata in tre modi diversi: per una violazione procedurale le squadre saranno multate caso per caso; per il superamento del budget annuale fino al 5% è prevista una sanzione che comporta la detrazione dei punti del campionato o la riduzione dei tempi di test; per il superamento del budget annuale oltre il 5% è prevista una sanzione che comporta il divieto di partecipare ad una gara o, per i casi più gravi, la squalifica dal campionato.

### Regolamento tecnico
I team saranno limitati nelle componenti che possono modificare e nel budget che hanno a disposizione per la stagione 2021, limiti introdotti per alleviare le pressioni finanziarie delle squadre a causa della crisi economica generata dalla pandemia di COVID-19.
Per via della crisi economica provocata dalla pandemia, la Federazione ha imposto alle squadre di utilizzare molte delle parti della vettura del campionato precedente per quella del 2021 andando progressivamente a congelare gli sviluppi con l'avvicinarsi dell'inizio della stagione corrente. Per non arrestare del tutto gli sviluppi delle vetture durante il campionato, la FIA ha concesso ai team di poter sviluppare alcuni elementi della vettura durante la stagione. Per questo motivo viene introdotto dalla Federazione un sistema a gettoni, in base al quale ai team verrà fornita una serie di gettoni che possono essere scambiati per l'introduzione di aggiornamenti di componenti specifici. Le squadre possono anche richiedere una deroga speciale per apportare modifiche, in particolare nel caso della McLaren a cui è stato concesso di modificare la propria vettura per adattare il proprio telaio al nuovo motore Mercedes.
Il sistema di Dual Axis Steering (DAS), introdotto dalla Mercedes nel 2020, è vietato a partire dal 2021.
La Federazione annuncia l'arrivo di due direttive tecniche dove viene specificato il passaggio del regolamento relativo al trattamento degli pneumatici. Il guasto che ha colpito il pilota olandese della Red Bull Racing Max Verstappen durante il Gran Premio d'Azerbaigian sarebbe stato riconducibile ai protocolli di preparazione della gomma durante il weekend, in cui quest'ultime sono state sgonfiate per avere dei vantaggi di aderenza. Dai dati raccolti dalla Pirelli e dalla Federazione è emerso che non c'è stato alcun difetto di produzione o di qualità su nessuno degli pneumatici. La FIA ha introdotto una nuova direttiva tecnica che consentirà di fare dei controlli su dei treni a campione anche a posteriori.
Una seconda direttiva, valida dal Gran Premio di Francia, inasprisce i controlli sul rispetto delle pressioni minime prima del via. Se una macchina risulta non conforme ai valori minimi a tre minuti dalla partenza è costretta a partire dai box. Inoltre viene effettuato un controllo di pressione a freddo su tutti gli pneumatici utilizzati dai piloti che accedono in Q3 e delle misurazioni sulle temperature degli pneumatici ai box durante le qualifiche e la gara.
La Federazione emana una nuova direttiva che riguarda i pit stop, che vengono rallentati dal Gran Premio d'Ungheria in programma il successivo 1º agosto, con l'obiettivo di renderli più sicuri e limitare così il rischio di vetture che rientrano in pista o in pit lane con i dadi delle ruote non fissati perfettamente con i rischi che ne conseguono a livello di sicurezza. A partire dal Gran Premio del Belgio la Federazione elimina una parte della direttiva. Il tempo di reazione minimo di 0″15 è stato eliminato e i due decimi tra il rilascio della vettura dal cavalletto e la ripartenza è stato invece trasformato in un divario permissibile di un decimo.
A partire dal Gran Premio di Gran Bretagna fino al termine della stagione la Federazione dà il via libera all’utilizzo dei nuovi pneumatici Pirelli, dopo quanto successo nel Gran Premio d'Azerbaigian. I nuovi pneumatici prevedono una costruzione differente per le ruote posteriori. Gli pneumatici anteriori e le mescole utilizzate rimangono invariate, mentre la costruzione posteriore modificata presenta una maggiore rigidità in curva a carichi elevati e una maggiore rigidità verticale.

### Regolamento sportivo
Per la stagione 2021 il fine settimana di gara è stato rivisitato: tutti gli eventi mediatici, promozionali e verifiche tecniche sono spostati dalla giornata del giovedì, come accadeva nella stagione 2020, al venerdì mattina riducendo gli orari tra le attività della giornata. Le vetture saranno in condizioni di parco chiuso dopo la fine della terza sessione di prove libere, invece che in qualifica, limitando ulteriormente le squadre e i piloti che effettuano importanti modifiche alla vettura prima della gara. Inoltre la durata di entrambe le prove libere del venerdì è ridotta da 90 minuti a 60 minuti, riducendo in totale di un'ora il tempo che hanno a disposizione le scuderie nella prima giornata del fine settimana. La durata complessiva di un Gran Premio, comprese le interruzioni per bandiera rossa, viene ridotta a tre ore invece che quattro come stabilito fino al 2020, mentre la durata massima di gara effettiva resta di due ore.
Le squadre dovranno consentire a un pilota che ha gareggiato in meno di due Gran Premi di sostituire uno dei loro piloti in una sessione di prove libere del venerdì nel corso della stagione.
La W Series 2021 è stata aggiunta all'elenco delle serie di campionati di supporto insieme alla Porsche Supercup, Formula 2 e Formula 3.
A partire da questa stagione, per la prima volta, sono due le case automobilistiche a fornire sia la safety car che la medical car, nel corso dei Gran Premi. Oltre alla Mercedes, che ricopre questo ruolo dal 1996, la FIA sigla un accordo con la casa automobilistica inglese Aston Martin. Le vetture di sicurezza fornite dalla Mercedes presentano una colorazione rossa, a differenza di quella grigia usata nelle precedenti stagioni, mentre quelle fornite dall'Aston Martin una colorazione verde.
A partire dal Gran Premio degli Stati Uniti, la Federazione stabilisce che i tempi sul giro registrati sotto il regime di doppia bandiera gialla vengono automaticamente cancellati.

#### Qualifica Sprint
La stagione 2021 è la prima in cui viene sperimentato un nuovo format denominato Qualifica Sprint (Sprint Qualifying), sponsorizzato dall'azienda Crypto.com che si occupa dello scambio di valute e ha sede a Hong Kong, che si svolge nel Gran Premio di Gran Bretagna, nel Gran Premio d'Italia e nel Gran Premio di San Paolo. L'annuncio è avvenuto il 26 aprile, dopo aver raggiunto un accordo all'unanimità tra i rappresentanti della Formula 1, della FIA e delle dieci squadre iscritte al campionato. Le modifiche apportano una riorganizzazione del weekend di gara: il venerdì vede la solita sessione di prove libere al mattino, seguita però al pomeriggio da una sessione di qualifiche con il format standard con Q1, Q2 e Q3, le quali si differenziano da quelle dei classici Gran Premi, oltre che per il giorno in cui sono disputate, anche per l'obbligo di utilizzare in tutte e tre le sessioni esclusivamente le gomme morbide; il sabato vede la solita sessione di prove libere al mattino, seguita dalla novità della Sprint Qualifying. La Qualifica Sprint è una gara di 100 km o 1 ora, la cui durata massima comprensiva delle sospensioni non può superare 1 ora e 30 minuti, che prevede partenza dalla griglia, con le posizioni stabilite dai risultati delle qualifiche del venerdì, e libertà di scelta delle gomme con cui partire e senza obbligo di effettuare pit stop; il risultato di questa gara breve stabilisce, in base all'ordine d'arrivo, l'ordine di partenza della gara della domenica. Nella gara della domenica non si applica l'obbligo per i dieci piloti che accedono alla Q3 nelle qualifiche del venerdì di partire con le gomme con cui hanno fatto segnare il loro miglior tempo nella Q2, quindi anch'essi sono liberi di scegliere con quali gomme iniziare la gara. Per la Sprint Qualifying saranno assegnati tre punti in classifica al vincitore, due punti al secondo ed un punto al terzo; inoltre al pilota vincitore è attribuita la pole position del Gran Premio, valevole sia a livello statistico che per il Trofeo Pole FIA, mentre il primo classificato nelle qualifiche del venerdì è definito "Speed King" ("Re della velocità").
Il numero di set di pneumatici a disposizione di ogni pilota nei Gran Premi in cui è previsto questo format è limitato a 12, contro i 13 allocati nei weekend tradizionali. Le vetture vengono considerate in regime di parco chiuso da quando iniziano le qualifiche tradizionali, esattamente come negli altri Gran Premi, tuttavia sono consentite alcune lavorazioni e sostituzioni di componenti in più rispetto a quelle normalmente concesse, in quanto si tiene conto che prima della gara della domenica vengono svolte altre due sessioni al sabato, tra cui un'altra gara.

### Gomme
Le gomme utilizzate sono le stesse delle due precedenti stagioni.
| Nome mescola              | Colore | Colore | Battistrada | Condizioni               | Aderenza | Durata | Compound |
| ------------------------- | ------ | ------ | ----------- | ------------------------ | -------- | ------ | -------- |
| Morbide (Soft)            | Rosso  |        | Liscio      | Da asciutto              | Alta     | Bassa  | C5-C4-C3 |
| Medie (Medium)            | Giallo |        | Liscio      | Da asciutto              | Media    | Media  | C4-C3-C2 |
| Dure (Hard)               | Bianco |        | Liscio      | Da asciutto              | Bassa    | Alta   | C3-C2-C1 |
| Intermedie (Intermediate) | Verde  |        | Scanalato   | Da bagnato lieve o medio | N.D.     | N.D.   | N.D.     |
| Da bagnato (Wet)          | Blu    |        | Scanalato   | Da bagnato cospicuo      | N.D.     | N.D.   | N.D.     |

## Riassunto della stagione

### Gran Premio del Bahrein
Al via Max Verstappen riesce a mantenere il comando, davanti a Lewis Hamilton, mentre Valtteri Bottas viene passato da Charles Leclerc. Nelle retrovie Nikita Mazepin va in testacoda e colpisce le barriere. La direzione di gara invia in pista la safety car. Alla ripartenza Leclerc attacca Hamilton, che si difende e, a sua volta, prova a passare Verstappen, ma senza successo. Pierre Gasly perde l'alettone anteriore, dopo un contatto con Daniel Ricciardo. Pérez effettua la sua prima sosta, ma rimane con gomme medie. A seguito dell'incidente di Gasly viene imposta, brevemente, la virtual safety car.
Al quarto giro Leclerc cede la posizione a Bottas e, al nono giro, è costretto a subire il sorpasso anche da Norris, dopo una bella lotta. Nello stesso giro Lance Stroll prende la settima piazza a Fernando Alonso. Lo spagnolo si ferma, per il cambio gomme, al decimo passaggio. Al dodicesimo giro effettuano il pit stop Norris, Leclerc e Stroll. Un giro dopo è il turno per Hamilton, che opta per mescola dura. Anche Daniel Ricciardo va ai box; un problema al cambio gomme gli fa perdere diversi secondi. Hamilton rientra in gara quarto, ma passa subito Carlos Sainz Jr., che, poco dopo, si ferma per il cambio gomme.
Valtteri Bottas attende il sedicesimo giro per la sua sosta: come Hamilton passa alle gomme hard. Verstappen, dopo aver notato delle vibrazioni alle gomme, si ferma al diciassettesimo giro. La classifica vede ora al comando Lewis Hamilton, davanti a Verstappen, Bottas, Pérez, Norris e Leclerc. Il messicano della Red Bull si ferma, per la seconda volta, al diciannovesimo giro. Il giro successivo Sainz Jr. lotta con Sebastian Vettel e Fernando Alonso, riuscendo a sorpassare entrambi, portandosi all'ottavo posto. Nel giro seguente Alonso cede anche a Pérez, mentre Vettel, che non ha ancora effettuato la sua sosta, va lungo in frenata. Pochi giri dopo Pérez è capace di avere la meglio su Sainz Jr..
Hamilton si ferma ancora, al ventottesimo giro, e monta di nuovo gomme dure. Verstappen torna così a condurre la gara. Vanno ai box anche Stroll, Alonso e Bottas (il suo pit stop non è però perfetto). Ciò fa scalare terzo Lando Norris e quarto Charles Leclerc. Il monegasco è poi passato da Bottas, che recupera il terzo posto, dopo la seconda fermata ai box per Norris.
Max Verstappen conduce con oltre 17 secondi di vantaggio su Hamilton, quasi 34 su Bottas e 41"5 su Sergio Pérez, che ha recuperato diverse posizioni, sfruttando le soste degli altri piloti. Sainz Jr. è quinto, fino al trentaseiesimo giro, quando è chiamato ai box per la seconda sosta. Seguono Norris e Leclerc. Anche Pérez è di nuovo ai box, al trentottesimo passaggio. Il pilota della Red Bull rientra in gara ottavo, ma risale passando Stroll, nel giro successivo a quello del rientro in pista.
Max Verstappen aspetta il trentanovesimo passaggio per la sua sosta: rientra in gara secondo, alle spalle di Lewis Hamilton. L'olandese, con gomme nuove, riduce, di giro in giro, lo svantaggio su Hamilton, riuscendo a passarlo al cinquantatreesimo giro. La scuderia, però, lo invita a restituire la posizione a Hamilton, in quanto Verstappen, per effettuare la manovra, ha oltrepassato i limiti della pista, alla quarta curva. Nel frattempo, l'altro pilota della Red Bull, Sergio Pérez, ha guadagnato altre due posizioni, su Ricciardo e Leclerc, ponendosi al quinto posto.
Negli ultimi giri di gara Verstappen non trova più il ritmo per avvicinarsi a Hamilton, che ottiene, in questo modo, la sua novantaseiesima vittoria nel campionato mondiale. Per Hamilton è la quindicesima stagione consecutiva con almeno una vittoria, esattamente come Michael Schumacher. Hamilton batte, invece, il record di giri in testa, che apparteneva sempre al tedesco. Il britannico non vinceva la gara inaugurale da cinque stagioni. L'altro pilota della Mercedes, Bottas, completa il podio, davanti a Norris. Yuki Tsunoda, al suo esordio iridato, termina nono, conquistando subito i suoi primi punti. È il primo pilota giapponese a farlo dopo Kamui Kobayashi nel Gran Premio del Brasile 2012, dove terminò nono. L'ultimo pilota a cogliere punti nella prima gara era stato Stoffel Vandoorne, nel Gran Premio del Bahrein 2016.

### Gran Premio dell'Emilia-Romagna
Il Gran Premio inizia sotto una leggera pioggia. Alla partenza Lewis Hamilton resta in testa ma non resiste all'attacco di Max Verstappen alla Variante del Tamburello; dietro, l'altro pilota della Red Bull Racing, Sergio Pérez, cede una posizione a Leclerc. Sempre nel corso del primo giro Nicholas Latifi va in testacoda, poi, al rientro in pista, ha un contatto con Nikita Mazepin: il pilota canadese termina contro le barriere. La direzione di gara invia in pista la safety car. Durante il periodo della vettura di sicurezza Mick Schumacher va in testacoda, sul rettilineo di partenza, dopo aver cercato di scaldare gli pneumatici, ma riprende la pista. Pérez è autore di un'escursione di pista: il messicano riprende la posizione superando due vetture, manovra non consentita, per cui verrà in seguito penalizzato con uno stop and go.
Verstappen, al momento della ripartenza, mantiene la testa, seguito da Lewis Hamilton, Charles Leclerc, Sergio Pérez, Daniel Ricciardo, Pierre Gasly, Carlos Sainz Jr. e Lando Norris. In pochi giri Norris passa sia Sainz Jr. che Gasly. Il francese dell'AlphaTauri, su gomme da bagnato estremo, a causa della pista che si sta asciugando, vede le coperture deteriorarsi presto, e subire gli attacchi di molti altri piloti posti alle sue spalle. Già al dodicesimo giro retrocede al dodicesimo posto, prima di passare ai box, al quindicesimo giro, per montare gomme intermedie.
Al diciassettesimo giro Ricciardo fa passare il compagno di team alla McLaren, Norris, più rapido. Il primo pilota a montare gomme da asciutto è Vettel, che sconta anche una penalità, per un ritardo nel montaggio delle gomme, prima del giro di formazione. Verstappen comanda con 2"5 su Hamilton, 16" su Leclerc, 29"7 su Pérez e 41"9 su Norris. L'olandese della Red Bull Racing attende il ventisettesimo giro, per montare gomme medie. Il giro successivo è il turno di Hamilton; il britannico opta per le gomme medie, ma un piccolo ritardo al pit stop lo fa rientrare in gara dietro all'olandese. Nello stesso giro si fermano anche Norris e Pérez, che sconta la penalità e cambia il volante.
Poco dopo rientrato in pista, Hamilton, nel corso di alcuni doppiaggi alla Tosa, va lungo e termina nella ghiaia. Il britannico riesce a rientrare in gara, ma in nona posizione. Al trentunesimo giro c'è un contatto tra Valtteri Bottas e George Russell. Il pilota della Williams, alla Variante del Tamburello, mette una gomma sull'erba e colpisce la vettura del finlandese. Entrambi i piloti escono di pista, ma senza conseguenze fisiche. La gara viene interrotta con bandiera rossa.
La gara riprende dietro la safety car, con Verstappen al comando, davanti a Leclerc, Norris, Pérez, Sainz Jr., Ricciardo, Stroll, Räikkönen e Hamilton. Il finlandese dell'Alfa Romeo Racing si gira, e cede diverse posizioni. Norris passa subito Leclerc, mentre, nelle retrovie, vanno in testacoda anche Yuki Tsunoda ed Esteban Ocon.
Al trentasettesimo giro Sergio Pérez è autore di un'altra escursione di pista che gli costa moltissime posizioni. Un giro dopo Hamilton prende la sesta piazza a Lance Stroll. Il britannico è poi capace di passare anche Daniel Ricciardo, al quarantaduesimo passaggio. La rimonta prosegue al quarantanovesimo giro, dopo un sorpasso su Carlos Sainz Jr.. Charles Leclerc si avvicina a Lando Norris, senza però nessuna possibilità di passare. Anzi, al cinquantacinquesimo giro, il monegasco cede la posizione a Hamilton. Il pilota della Mercedes completa il suo recupero passando Norris, al cinquantanovesimo giro. Il giro seguente fa segnare anche il giro veloce in gara.
Max Verstappen coglie il suo undicesimo successo in carriera, davanti a Lewis Hamilton e Lando Norris. Con questi due podi il Regno Unito tocca i 700 podi nel campionato mondiale. Era dal Gran Premio di Cina 2012 che due piloti britannici non giungevano a podio nella stessa gara (all'epoca Hamilton e Jenson Button entrambi su McLaren). Per la scuderia inglese si tratta del primo podio con motorizzazione Mercedes dal Gran Premio d'Australia 2014 (all'epoca Kevin Magnussen e Jenson Button). Fernando Alonso conquista i suoi primi punti iridati dal suo rientro in Formula 1, per la prima volta dal Gran Premio di Singapore 2018 su McLaren-Renault.

### Gran Premio del Portogallo
In partenza il poleman Valtteri Bottas riesce a mantenere il comando, precedendo Lewis Hamilton e Max Verstappen. Carlos Sainz Jr. sfrutta bene le gomme morbide e passa Sergio Pérez. Seguono poi Lando Norris, Esteban Ocon e Charles Leclerc. Al termine del primo giro Kimi Räikkönen tampona il compagno di scuderia Antonio Giovinazzi, sul rettilineo dei box. Il finlandese danneggia irreparabilmente l'alettone anteriore, uscendo di pista. La direzione di gara, al fine di consentire la pulizia della pista, invia la safety car sul tracciato.
La gara riprende dopo cinque giri, con Verstappen capace di passare subito, alla prima curva, Hamilton, installandosi al secondo posto. All'ottavo giro Norris scavalca Pérez, per il quarto posto. Verstappen riesce ad avvicinarsi a Bottas, venendo però marcato da Hamilton, capace di riprendersi la seconda posizione già al decimo giro. Quattro giri dopo Norris cede nuovamente la quarta posizione a Pérez. Al diciannovesimo giro Hamilton completa la rimonta, passando il suo compagno di scuderia Bottas, a cui si avvicina di nuovo Verstappen.
Al ventunesimo giro va ai box Sainz Jr., che monta gomma media, così come, un giro dopo, Norris. Al venticinquesimo giro l'altro pilota della Ferrari, Leclerc, decide di montare gomme di mescola dura. A metà gara Hamilton ha, nel frattempo, portato il suo vantaggio a tre e secondi e mezzo su Bottas, 4"2 su Verstappen, 13"6 su Pérez e 34"9 su Ricciardo.
Verstappen tenta l'undercut, fermandosi al trentacinquesimo giro, montando la mescola dura, che sembra molto competitiva. Bottas attende un giro, rientra in pista davanti al pilota della Red Bull Racing, ma viene superato già alla terza curva. Poco dopo si ferma anche Hamilton, che riesce a mantenere il vantaggio su Verstappen. Al comando si posiziona Pérez, che non ha effettuato il cambio gomme. Il messicano regge in vetta fino al cinquantesimo giro, quando è passato, senza problemi, da Hamilton, alla prima curva. Il giro successivo Pérez è richiamato ai box, per il cambio gomme e il passaggio alle gomme morbide. Il britannico comanda con cinque secondi di vantaggio su Verstappen, 6"2 su Bottas e 32 secondi sullo stesso Pérez. Grazie alle nuove gomme, però, Pérez coglie il giro veloce.
Negli ultimi giri Sainz Jr., che al cambio gomme aveva preferito le coperture di mescola media, vede il degrado dei suoi pneumatici, e scende di diverse posizioni, finendo fuori dalla zona dei punti. La Mercedes richiama ai box Bottas, per montare gomme soft, e dare all'assalto al giro veloce e al punto addizionale. Il finlandese riesce, al penultimo giro, a strappare la miglior prestazione in gara a Pérez.
La scelta della scuderia anglo-tedesca viene seguita anche dalla Red Bull Racing, che richiama Verstappen, per tentare di riprendersi il giro veloce. L'olandese riesce, all'ultimo giro, a battere il tempo di Bottas, ma, in seguito, il tempo è cancellato perché Verstappen ha superato i limiti della pista. Hamilton coglie il novantasettesimo successo nel mondiale. Il podio si completa con Verstappen e Bottas. I tre si ritrovano sul podio per la quindicesima volta, nuovo record nella storia del mondiale di Formula 1.

### Gran Premio di Spagna
In partenza Max Verstappen passa, alla staccata della prima curva, Lewis Hamilton, conquistando il comando della gara. Alle sue spalle anche Valtteri Bottas deve cedere il passo a Charles Leclerc. La classifica vede poi Daniel Ricciardo, Sergio Pérez, Esteban Ocon e Carlos Sainz Jr..
Al settimo giro si ferma, all'uscita della curva 10, Yuki Tsunoda in posizione pericolosa, tanto che la direzione di gara è costretta a inviare in pista la vettura di sicurezza. Uno dei pochi piloti a optare per il cambio gomme è Antonio Giovinazzi, ma la sua sosta è lunga in quanto uno degli pneumatici è sgonfio, costringendo l'Alfa Romeo Racing a sostituire tutto il treno di gomme già preparato.
Alla ripartenza la classifica rimane immutata, anche se Leclerc tenta di passare Hamilton, alla prima curva, ma senza riuscire ad affiancare il britannico. Verstappen, al quindicesimo giro, gode di un margine di 1"1 su Hamilton, 5"4 su Leclerc, 6"6 su Bottas e 11"3 su Ricciardo. Tra il ventunesimo e ventiduesimo giro molti piloti effettuano la loro sosta, montando tutti gomme di mescola media. Al ventitreesimo passaggio si fermano Bottas, Ocon e Norris, mentre il giro seguente è il turno di Verstappen. L'olandese, al rientro in pista, si trova davanti il compagno di scuderia Pérez, che gli lascia strada. Anche Ricciardo effettua il suo pit stop, al venticinquesimo giro.
Al comando c'è Hamilton, seguito da Leclerc e Verstappen, staccato di oltre 19 secondi. Pérez si ferma al ventisettesimo giro, rientrando in gara ottavo. Ancora un giro e anche Hamilton e Leclerc entrano ai box, optando, come i piloti che li hanno preceduti, per le coperture medie. Il britannico rientra in gara alle spalle di Verstappen. Dopo le soste, Bottas ha preso la terza posizione a Leclerc. Al quinto posto si trova Ricciardo, poi Pérez e Sainz Jr..
Hamilton sembra potersi avvicinare a Verstappen. A sorpresa, al quarantaduesimo giro, la Mercedes richiama ai box il britannico: il campione del mondo monta gomme medie, rientra in pista terzo, staccato di oltre 22 secondi dalla vetta. Al quarantacinquesimo passaggio Pérez prende la quinta piazza a Ricciardo.
Giro dopo giro Hamilton riduce prima il distacco da Bottas, superandolo al cinquantaduesimo giro, poi su Verstappen. Il finlandese si ferma poco dopo per la seconda sosta, per cercare il giro veloce. Bottas rientra in gara alle spalle di Leclerc, che però deve cedere il terzo posto temporaneo, dopo quattro giri. Il sorpasso al comando avviene al cinquantanovesimo giro. Anche l'olandese segue la stessa scelta di Bottas: entra ai box, per montare gomme morbide, e cercare il giro veloce che attribuisce il punto supplementare. Il pilota della Red Bull Racing lo fa suo al sessantaduesimo giro.
Hamilton si impone, per la novantottesima volta in un Gran Premio valido quale prova del campionato mondiale. Completano il podio Verstappen e Bottas. I primi tre classificati ripropongono lo stesso identico podio dell'edizione 2020: tale evento si era verificato solo per le edizioni 1964 e 1965 del Gran Premio di Gran Bretagna (con Jim Clark primo, Graham Hill secondo e John Surtees terzo), per le edizioni 1998 e 1999 dello stesso Gran Premio di Spagna (con Mika Häkkinen primo, David Coulthard secondo e Michael Schumacher terzo) e per le edizioni 2012 e 2013 del Gran Premio del Bahrein (con Sebastian Vettel primo, Kimi Räikkönen secondo e Romain Grosjean terzo). Curiosamente Hamilton, Verstappen e Bottas avevano già stabilito questo primato nelle edizioni 2018 e 2019 della gara ma con il finlandese davanti all'olandese.

### Gran Premio di Monaco
Il poleman Charles Leclerc non prende parte al Gran Premio: prima di schierarsi sulla griglia di partenza, il pilota soffre di un problema al semiasse sinistro, e deve rinunciare alla gara. La sua presenza in pole position era stata già messa in dubbio dopo l'incidente patito nelle qualifiche, ma la Ferrari era poi riuscita a sistemare la trasmissione danneggiata. La griglia di partenza non subisce alterazioni, con la casella del monegasco che rimane vuota: era successo anche nell'edizione 2001, quando David Coulthard su McLaren-Mercedes ebbe un problema al launch control nel giro di ricognizione, ma in quel caso riuscì a prendere parte alla gara dal fondo dello schieramento.
Max Verstappen, scattato dalla seconda piazzola, mantiene il comando, su Valtteri Bottas, Carlos Sainz Jr., Lando Norris, Pierre Gasly, Lewis Hamilton, Sebastian Vettel e Sergio Pérez. La gara rimane congelata per moltissimi giri. Verstappen mantiene sempre la prima posizione, con un margine di un secondo e mezzo su Bottas. Solo verso il ventesimo giro l'olandese amplia il distacco dal finlandese a quasi cinque secondi, mentre, a sua volta, è Sainz Jr. a chiudere la distanza su Bottas.
Al ventinovesimo giro Hamilton è il primo pilota a effettuare il cambio gomme: il campione del mondo passa a gomme dure. Il giro successivo vanno ai box anche Bottas e Norris. La gomma anteriore destra del pilota della Mercedes non si sfila e Bottas è costretto al ritiro. Anche Gasly va al cambio gomme, e rientra in gara davanti a Hamilton. Al trentunesimo giro si ferma Vettel: il tedesco dell'Aston Martin rientra in gara davanti a Gasly e Hamilton. Due giri dopo si ferma Sainz Jr. e il giro successivo anche Verstappen. Le soste non modificano la graduatoria. Al comando c'è Pérez, che non ha ancora cambiato gli pneumatici, seguito da Verstappen, che è davanti a Sainz Jr. e Norris. Quando il messicano si ferma per il pit stop, Verstappen torna al comando. Pérez rientra in quarta posizione.
Nella parte finale della gara Sainz Jr. sembra poter ridurre il distacco su Verstappen, che sembra lamentarsi per una perdita di potenza della sua power unit. Anche Pérez sembra potersi ingaggiare con Norris, per il terzo posto. Hamilton, impossibilitato a passare Gasly, si ferma a sostituire le gomme e conquista il giro veloce, che gli garantisce il punto addizionale.
Verstappen chiude la gara con una vittoria, la dodicesima in carriera. L'olandese è, per la prima volta da quando corre in Formula 1, in testa al mondiale. Sainz Jr., secondo, conquista il suo primo podio da ferrarista, il primo della stagione per la scuderia italiana. Si tratta del primo podio per la Ferrari dal Gran Premio di Turchia 2020 quando Sebastian Vettel finì in terza posizione. L'ultimo podio per la scuderia di Maranello sul tracciato di Monte Carlo risaliva all'edizione 2019 con Sebastian Vettel, quando terminò secondo. La Honda torna a podio nel Gran Premio di Monaco per la prima volta dall'edizione 2004 dal secondo posto con Jenson Button. Il motore nipponico torna a vincere nelle strade del Principato dopo 25 anni; l'ultima volta accadde con Olivier Panis nel 1996 su Ligier. La McLaren con Lando Norris torna sul podio del Principato dopo 10 anni; l'ultimo risaliva nell'edizione 2011 dove all'epoca Jenson Button chiuse al terzo posto. Corso con una velocità media di 157 833 km/h, si tratta del Gran Premio di Monaco più veloce della storia della Formula 1; il precedente record di 155 552 km/h fu stabilito nell'edizione del 2007 quando a trionfare fu Fernando Alonso su McLaren-Mercedes.

### Gran Premio d'Azerbaigian
Charles Leclerc comanda la gara alla partenza, mantenendo la posizione su Lewis Hamilton e Max Verstappen, mentre Sergio Pérez passa sia Carlos Sainz Jr. che Pierre Gasly. Il monegasco però non può sostenere l'attacco di Hamilton, che già al secondo giro prende la vetta. Anche la velocità delle Red Bull Racing è superiore, sul rettilineo, per il ferrarista che, al settimo giro, cede la seconda posizione a Verstappen, e al nono a Pérez la terza.
Al decimo giro Leclerc passa alle gomme dure, come fa Yuki Tsunoda, seguito, il giro successivo, da Sainz Jr.. Al dodicesimo passaggio vanno ai box le due Mercedes e Gasly. L'arrivo del francese obbliga la scuderia tedesca a rinviare in pista, con leggero ritardo, Hamilton. Anche Verstappen effettua la sua sosta: l'olandese torna in gara terzo, alle spalle di Pérez e Vettel, che non hanno ancora effettuato il pit stop, ma davanti a Hamilton. La sosta di Pérez, poco dopo, pur penalizzato da un cambio gomme non perfetto, permette anche al messicano di rientrare in gara davanti al britannico. Sebastian Vettel si trova in testa alla gara, seguito da Verstappen, Pérez, Hamilton, Lance Stroll, Pierre Gasly, che dopo i cambi gomme, ha superato Leclerc. Vettel, pur proseguendo su buoni ritmi, decide di fermarsi al diciannovesimo giro, per rientrare, dopo la sosta, in settima posizione, alla spalle di Leclerc.
Nei giri successivi Verstappen dilata il vantaggio su Pérez a oltre sei secondi e a quasi nove su Hamilton. Al trentunesimo passaggio Stroll subisce un problema a uno pneumatico in pieno rettilineo, perde il controllo della sua vettura, colpisce le barriere ed è costretto all'abbandono. A causa della posizione della monoposto e dei detriti rimasti sul tracciato, la direzione di gara invia in pista la vettura di sicurezza. Alla ripartenza, al trentacinquesimo giro, i primi tre piloti mantengono le loro posizioni, mentre Vettel supera Leclerc, poi attacca, senza successo, Gasly. Il tedesco attende ancora due giri e passa anche il pilota dell'AlphaTauri.
I primi della graduatoria non sembrano in grado di attaccare le rispettive posizioni ma si sfidano a colpi di giri veloci, per ottenere il punto addizionale. La gara subisce un colpo di scena a quattro tornate dalla fine, quando Verstappen subisce un problema simile a quello occorso a Stroll. Uno degli pneumatici cede sul rettilineo dei box, col pilota olandese che perde il controllo della vettura e termina la gara contro il muretto. La direzione di gara decide, in questo caso, di stoppare la gara, con bandiera rossa. La direzione di gara giustifica la scelta anche per il timore che altre gomme possano cedere come accaduto a Stroll e Verstappen.
Pur mancando solo tre giri al termine la gara viene ripresa, con partenza da fermo in griglia, sulla base della classifica al momento dell'interruzione. Pérez parte dalla pole position, accompagnato in prima fila da Hamilton. La seconda fila è di Vettel e Gasly. Prima della seconda partenza dalla Mercedes di Hamilton si alzano dei fumi consistenti dai freni; nonostante ciò il britannico tenta, alla prima curva, l'attacco a Pérez, andando però lungo e venendo superato dall'intero gruppo. Pérez guida il Gran Premio, per i due giri finali, davanti a Vettel e Gasly, che viene messo sotto pressione, ma senza successo da Leclerc che, anzi, deve guardarsi dall'attacco di Lando Norris.
Pérez vince per la seconda volta in carriera in Formula 1 dal Gran Premio di Sakhir 2020, conquistando anche così il terzo podio sul circuito di Baku, come nel 2016 e nel 2018 al volante dell'ex scuderia Force India. Completano il podio Vettel, che torna sul podio per la prima volta dal Gran Premio di Turchia 2020, e che sancisce il primo podio per l'Aston Martin da quando la scuderia ha cambiato denominazione e il primo podio in assoluto per il costruttore britannico, e Gasly, al suo terzo podio iridato, il primo dalla vittoria nel Gran Premio d'Italia 2020. Era dal Gran Premio d'Austria 2018 che nessuna delle due Mercedes marcava punti iridati.

### Gran Premio di Francia
Max Verstappen non riesce a tenere il comando della gara alla partenza. Già alla prima curva va lungo e viene passato da Lewis Hamilton. Alle loro spalle c'è Valtteri Bottas che precede Sergio Pérez, Carlos Sainz Jr., Pierre Gasly, Charles Leclerc e Fernando Alonso.
Le posizioni di testa rimangono lo stesse fino al decimo giro, quando le due McLaren passano Alonso. Lo spagnolo cede la posizione anche a Sebastian Vettel, mentre Ricciardo raggiunge e passa Leclerc. Entrambi effettuano il cambio gomme, tra il quattordicesimo e sedicesimo giro. La scelta sembra positiva, visto che Leclerc migliora di molto il suo ritmo.
Al diciassettesimo passaggio si fermano Bottas, Sainz Jr. e Gasly, seguiti, nel giro successivo, da Verstappen e Alonso. Quando Hamilton si ferma, al diciottesimo giro, Verstappen coglie un tempo eccellente e riesce a rientrare in pista davanti al britannico. La classifica è guidata da Pérez, davanti a Verstappen, Hamilton, Bottas, Norris e il duo dell'Aston Martin.
Il messicano resta al comando fino al ventiquattresimo giro, quando entra ai box per il cambio gomme, così come Lando Norris. Pérez rientra in gara quarto, davanti sempre al duo dell'Aston Martin. Nei giri seguenti Hamilton si avvicina a Verstappen, mentre la Ferrari dimostra un forte degrado delle gomme, con Leclerc, che ha già effettuato un pit stop, che cede diverse posizioni, ed esce dalla zona dei punti.
Norris, dopo il cambio gomme, recupera in classifica, riportandosi ottavo, alle spalle di Ricciardo. Al trentaduesimo giro il leader della gara, Verstappen, preoccupato per il degrado degli pneumatici, opta per la seconda sosta. Scala quarto. Due giri dopo Norris passa Ricciardo e anche Stroll, riconquistando la quinta posizione, complice anche il cambio gomme di Vettel.
Verstappen, che ha un ritmo di oltre due secondi più veloce delle Mercedes, passa Pérez al trentacinquesimo giro, poi Bottas al quarantatreesimo passaggio, favorito anche da un'imprecisione del finlandese alla chicane della curva 8. Cinque giri dopo Bottas è costretto a cedere il podio al messicano della Red Bull Racing.
La rimonta di Verstappen si completa al penultimo giro, quando passa Hamilton, senza grossi problemi. Per l'olandese è il tredicesimo successo nel mondiale di Formula 1. Verstappen conquista anche il suo primo hat trick, che consiste nell'ottenere la pole position, il giro veloce e la vittoria della corsa. Per la decima volta nella storia della categoria e per la sesta volta nell'era turbo-ibrida, iniziata nella stagione 2014, non si sono verificati ritiri. L'ultima volta era accaduto nel Gran Premio d'Austria 2019.

### Gran Premio di Stiria
Allo spegnimento del semaforo Max Verstappen mantiene il comando, precedendo Lewis Hamilton. Seguono poi Lando Norris, Sergio Pérez, Valtteri Bottas e Lance Stroll. Nelle retrovie Charles Leclerc tocca con l'ala anteriore la gomma posteriore sinistra di Pierre Gasly. Il monegasco è costretto subito ai box, dove monta gomme a mescola dura, mentre Gasly è addirittura costretto all'abbandono, dopo un contatto con Antonio Giovinazzi, alla terza curva.
La classifica resta invariata fino al decimo passaggio, quando Pérez prende la terza posizione a Norris. Verstappen incrementa, giro dopo giro, il vantaggio su Hamilton. Pérez si ferma per la sua sosta al ventisettesimo giro, seguito da Bottas. Il pit stop del messicano della Red Bull Racing è molto lento, tanto che rientra in pista alle spalle di Bottas. Hamilton si ferma al ventottesimo giro, mentre Verstappen attende il giro successivo. L'olandese mantiene il comando della gara, davanti al britannico.
Norris passa alle gomme dure al trentunesimo giro, consentendo a Carlos Sainz Jr. di ottenere la quinta posizione. Al quarantesimo giro Verstappen mantiene 4"5 di vantaggio Hamilton, 25" su Bottas che, a sua volta, distanzia Pérez di 2"7. La classifica recita poi Sainz Jr., Norris, Ricciardo e Stroll. Leclerc cambia di nuovo le gomme, seguito da Sainz Jr., che effettua il cambio degli pneumatici al quarantunesimo giro, così come Ricciardo. Sainz Jr. riesce, già nei giri seguenti, a riprendersi la sesta piazza, passando Stroll.
Verstappen amplia ancora il margine su Hamilton, mentre la Red Bull fa rientrare ai box Pérez, sia per cercare il giro veloce, sia per tentare di riprendere Bottas, grazie ai nuovi pneumatici. Più dietro Leclerc è autore di una poderosa rimonta che lo riporta nella zona dei punti. Le Ferrari sembrano dotate di un buon passo di gara, tanto che Sainz Jr. riesce a sdoppiarsi da Hamilton. Anche la Mercedes richiama ai box il campione del mondo, al fine di strappare il punto addizionale del giro veloce, conquistato da poco da Pérez. Il britannico, dopo essersi liberato dai dei doppiati, ottiene il giro veloce, all'ultimo giro. Pérez, invece, si avvicina molto a Bottas, portandosi a meno di un secondo dal finlandese, ma non ha mai l'opportunità reale di un sorpasso.
Verstappen conquista la sua quattordicesima vittoria, ampliando ancora il margine di vantaggio in classifica su Hamilton, secondo. Solo i primi quattro piloti, quelli di Red Bull e Mercedes, sono a pieni giri a fine gara.

### Gran Premio d'Austria

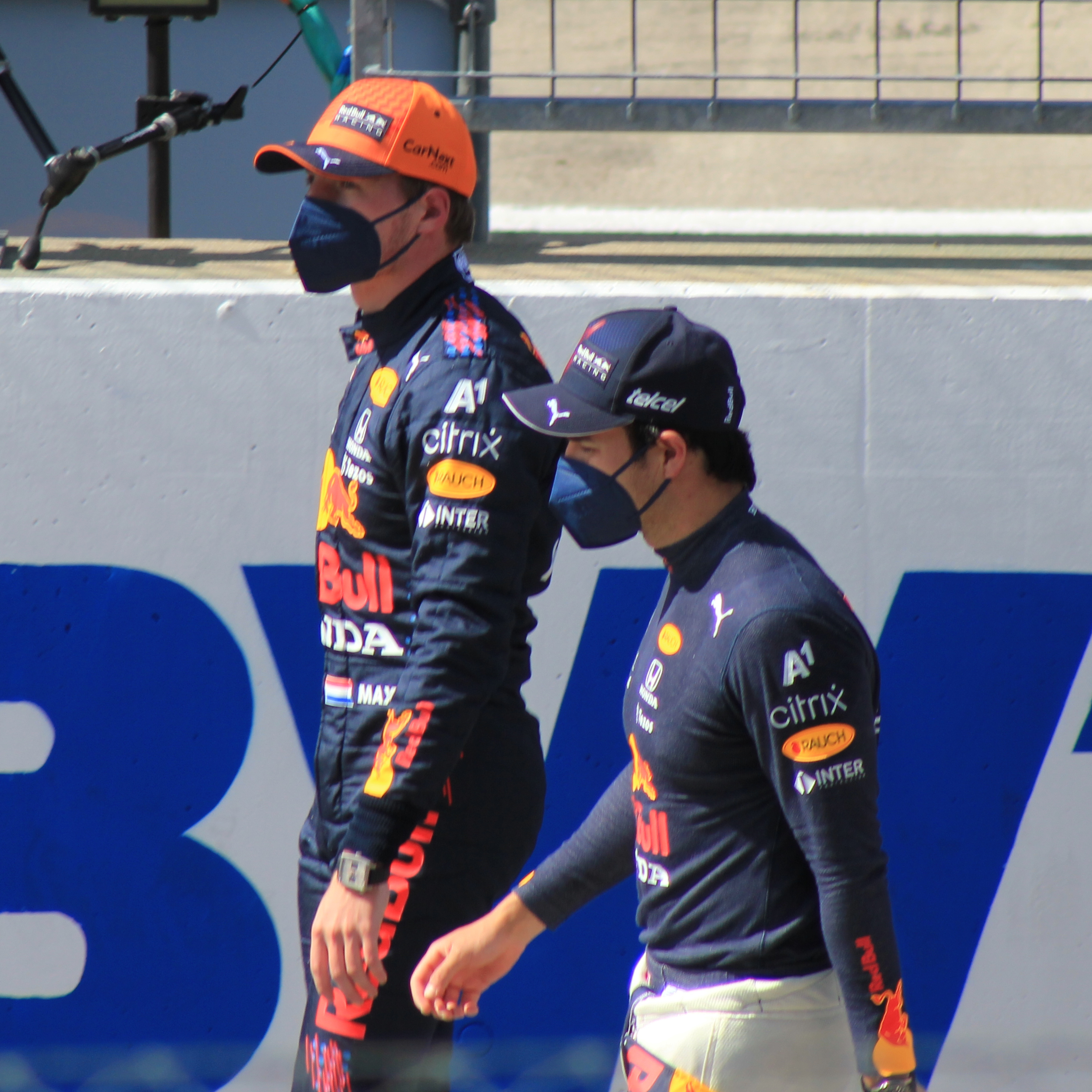
I due piloti della Red Bull al Gran Premio d'Austria.

Il poleman Max Verstappen mantiene il comando della gara al via, mentre Lando Norris resiste agli attacchi di Sergio Pérez, conservando la seconda posizione. Seguono, poi, le due Mercedes e le due AlphaTauri. La gara viene subito congelata, con l'entrata della safety car, per la necessità di porre in sicurezza la vettura di Esteban Ocon, vittima di un incidente con Antonio Giovinazzi, alla terza curva.
Alla ripartenza Pérez attacca Norris, ma va nella ghiaia, alla staccata della curva 4, e viene passato da diverse vetture. Hamilton, scalato terzo, mette pressione a Norris. Tra il dodicesimo e tredicesimo giro effettuano la prima sosta le due AlphaTauri, seguite, al quattordicesimo giro, da Stroll. Nello stesso giro Charles Leclerc prende la settima posizione a Pérez. Al diciassettesimo passaggio Daniel Ricciardo prende la quinta posizione a Vettel che, immediatamente, va ai box per il cambio gomme.
Al ventesimo giro Hamilton coglie la seconda posizione su Norris, che subisce anche una penalizzazione di cinque secondi per la manovra su Pérez, effettuata a inizio gara. Verstappen comanda con margine sui due britannici; seguono poi Bottas, Ricciardo, Leclerc, Pérez e Sainz Jr.. Ricciardo si ferma, per il cambio degli pneumatici, al ventinovesimo giro, seguito, nel giro successivo, da Norris e Bottas. Il britannico della McLaren sconta cinque secondi di penalità, e rientra in gara alla spalle del finlandese. Hamilton si ferma poco dopo, così come Verstappen, ma le posizioni di vertice rimangono invariate. Al trentatreesimo giro effettua il passaggio al cambio gomme anche Pérez. Il messicano torna in pista decimo. Leclerc attende il trentaquattresimo giro per il suo pit stop, ma rientra in gara alle spalle del messicano, che precedeva prima delle soste. Verstappen comanda davanti al duo della Mercedes, con Norris quarto, a sua volta davanti a Sainz Jr., Gasly, Ricciardo, Pérez e Leclerc.
Al quarantesimo passaggio Leclerc tenta di passare Pérez: il messicano si difende con una manovra simile a quella effettuata da Norris nei suoi confronti, e viene anche lui punito con cinque secondi sul tempo di gara. Davanti Hamilton non riesce a tenere il ritmo di Verstappen, con una vettura danneggiata saltando su un cordolo. Al quarantaseiesimo passaggio si ferma Gasly, mentre Sainz Jr. attende il quarantanovesimo giro. Lo spagnolo torna in gara ottavo, alle spalle di Leclerc. Il monegasco tenta ancora, al quarantasettesimo giro, di passare Pérez. Anche in questo caso la manovra di difesa del messicano è guidicata meritevole di una penalizzazione di cinque secondi. Pérez, al cinquantaduesimo giro, sorpassa Ricciardo, anche se, di fatto, è penalizzato in totale 10 secondi, che verranno aggiunti al tempo finale di gara.
Le difficoltà tecniche di Hamilton consentono prima a Bottas di passare il suo compagno di team, poi costringono il campione del mondo a cedere la terza posizione a Norris. Verstappen, che gode di margine ampio su Bottas, ora secondo, opta per una seconda sosta. Ciò consente all'olandese di terminare la gara senza dubbi sulla tenuta delle gomme, e anche di assicurarsi il giro veloce (1'06"200). Il secondo miglior giro della gara, che è fatto segnare da Sainz Jr. al settantesimo giro, è più alto di oltre un secondo e mezzo. Negli ultimi giri Leclerc tenta, senza fortuna, di sorpassare Ricciardo. Con il sopraggiungere del compagno di team Carlos Sainz Jr., che gode di gomme più fresche, il monegasco cede la posizione allo spagnolo, che è poi capace di passare il pilota della McLaren, a due giri dal termine. Nel giro finale c'è un contatto tra Kimi Räikkönen e Sebastian Vettel. Le due monoposto terminano nella ghiaia.
Verstappen vince la sua quindicesima gara in carriera in Formula 1, conquistando il cinquantesimo podio. Il pilota della Red Bull fa suo, per la prima volta a 23 anni, nuovo record, il Grand Chelem, ovvero conquistando, nella stessa gara, pole position, giro veloce e vittoria comandando il Gran Premio per tutti i suoi giri. Per la prima volta dal 2013, stagione in cui ha conquistato il suo ultimo mondiale costruttori, la Red Bull Racing vince cinque Gran Premi di fila, mentre la Mercedes, nell'era turbo-ibrida, non riesce a vincere per la prima volta per cinque gare di seguito.

### Gran Premio di Gran Bretagna

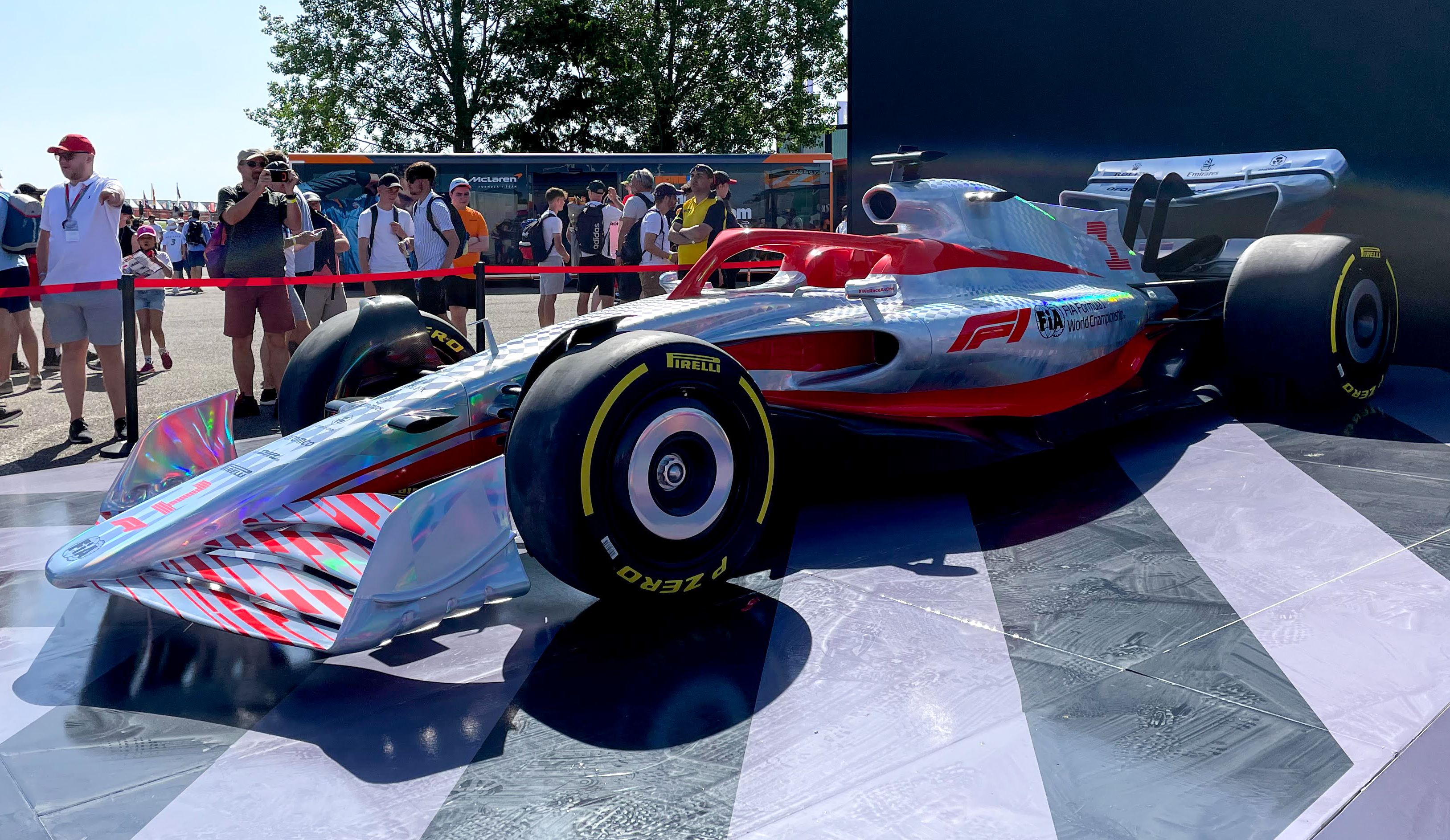
La presentazione della maquette che ipotizza le forme delle future monoposto di Formula 1 secondo i regolamenti della stagione 2022, presentata in occasione del Gran Premio inglese.

Max Verstappen mantiene il comando al via del Gran Premio ma deve difendersi dagli attacchi di Lewis Hamilton nel primo giro. Alla curva Copse, dopo che i due piloti si sono sfiorati in varie occasioni, le due vetture vanno a contatto: la Red Bull Racing dell'olandese esce di pista ad alta velocità. La gara viene prima neutralizzata dalla safety car e poi interrotta con bandiera rossa. Verstappen esce dalla vettura scosso e viene portato al centro medico del circuito e successivamente in ospedale. Hamilton viene, in seguito, penalizzato di 10 secondi sul tempo di gara.
La gara riprende con una seconda partenza, in cui in pole position si trova Charles Leclerc che, approfittando dell'incidente tra i due, ha preso il comando della gara. Il monegasco riesce a mantenere la vetta, con Hamilton secondo, mentre Lando Norris passa Valtteri Bottas. Seguono poi Ricciardo, Vettel, Alonso e Sainz Jr.. Vettel va in testacoda e finisce in fondo al gruppo, mentre Sainz Jr. sorpassa Alonso.
Nei giri successivi, quando entrambi sono su gomme medie, Leclerc riesce a mantenere un certo margine su Hamilton. Il pilota della Ferrari si lamenta di un calo di potenza della sua power unit, poi risolto grazie alle indicazioni del suo ingegnere, che non lo penalizza tanto da essere avvicinato dal campione del mondo. Al ventesimo giro c'è la sosta di Daniel Ricciardo: l'australiano passa su gomme hard, scelta che sarà seguita da tutti gli altri piloti. Il giro successivo si ferma anche l'altro pilota della McLaren, Norris. Il pit stop è lento, e fa perdere secondi al britannico. Bottas si ferma al ventiduesimo giro e Alonso al ventiquattresimo. Hamilton, staccato di quasi tre secondi da Leclerc, effettua il cambio gomme al ventisettesimo giro.
Tra il ventottesimo e ventinovesimo giro si fermano entrambe le Ferrari. Il primo a fermarsi, Sainz Jr.; è fortemente rallentato da un problema al cambio gomme, mentre è rapido quello di Leclerc. Il monegasco rientra in gara in testa, davanti a Bottas, staccato di oltre sette secondi. Seguono poi Norris e Hamilton con quest'ultimo che passa presto il suo connazionale.
Leclerc porta a nove secondi il vantaggio su Bottas, che vede, invece, ridursi il margine su Hamilton. Al trentanovesimo giro il finlandese lascia via libera al compagno di scuderia. Con gomme dure le Mercedes sono molto competitive, con Hamilton che lima, di quasi un secondo a giro, il distacco da Leclerc. Il divario tra il ferrarista e Hamilton è di 5"2 al quarantatreesimo passaggio, che scende a 2"8 tre giri dopo. Al quarantanovesimo giro Hamilton raggiunge Leclerc, passandolo alla Copse, nello stesso punto in cui vi è stato il contatto tra Verstappen e il pilota della Mercedes al via.
Hamilton conquista la novantanovesima vittoria nel campionato mondiale di Formula 1, vincendo per l'ottava volta il Gran Premio di Gran Bretagna, eguagliando il record di otto vittorie nel Gran Premio d'Ungheria e di otto vittorie di Michael Schumacher nel Gran Premio di Francia. Leclerc sale sul podio per la prima volta dal terzo posto nell'edizione 2020 del Gran Premio, finendo davanti a Bottas. Pérez, a due giri dal termine, strappa a Hamilton il punto supplementare previsto per chi fa il giro veloce.

### Gran Premio d'Ungheria
La partenza avviene con una leggera pioggia, tanto che tutti i piloti optano per le gomme da bagnato intermedio. Al via Lewis Hamilton mantiene il comando, mentre parte male Valtteri Bottas, che viene sfilato da diverse vetture. Arrivato alla prima curva il finlandese tampona Lando Norris, che a sua volta finisce contro la vettura di Max Verstappen. Bottas, proseguendo nella corsa, colpisce la monoposto di Sergio Pérez. Anche Lance Stroll commette un errore, finisce contro Charles Leclerc che, a sua volta, coinvolge Daniel Ricciardo. La direzione di gara prima decide per l'invio in pista della safety car, poi opta per la sospensione della gara. Al momento dell'interruzione Hamilton comanda la gara, davanti a Esteban Ocon, Sebastian Vettel, Carlos Sainz Jr., Yuki Tsunoda, Nicholas Latifi e Fernando Alonso. Non possono più proseguire Bottas, Pérez, Norris, Leclerc e Stroll. Verstappen e Ricciardo, pur con una vettura danneggiata, possono riprendere il via.
Le condizioni atmosferiche migliorano, ma tutti i piloti decidono, alla ripartenza, di conservare le gomme da bagnato intermedio. Tutti, a eccezione di Hamilton, al termine del giro di schieramento, rientrano ai box per passare alle gomme slick. Hamilton si trova così da solo sulla griglia di partenza. Nel caos dei cambi gomme Kimi Räikkönen viene rimandato in pista al sopraggiungere di Nikita Mazepin; nel contatto ha la peggio il russo, che è costretto al ritiro. Hamilton, dopo solo un giro, rientra ai box, per passare alle gomme da asciutto. Il britannico rientra in gara ultimo, mentre il Gran Premio è comandato da Ocon, davanti a Vettel. I due costruiscono subito un bel margine su Latifi, che fa un po' da tappo a Tsunoda e Sainz Jr.. Verstappen e Hamilton, entrambi nelle retrovie, riescono a passare Schumacher. Il britannico si ferma al diciannovesimo passaggio, per montare gomme dure. Viene rimandato in pista davanti a Verstappen e Ricciardo.
Al ventunesimo giro si ferma Russell, poi seguono Tsunoda e Latifi. Tutti scelgono la mescola più dura. A questo punto Sainz Jr. è scalato terzo, e si trova davanti a Alonso e al duo dell'AlphaTauri. Alle spalle di questi due è risalito Hamilton. Il pilota della Mercedes passa, al trentaduesimo giro, Tsunoda, per la quinta posizione, recuperata dopo il pit stop di Gasly. Sempre al trentaduesimo passaggio Sainz Jr. effettua la sua sosta. Tra il trentaseiesimo e il trentasettesimo giro c'è il cambio gomme per Vettel e Ocon. Ciò consente ad Alonso di trovarsi in testa, fino al trentanovesimo giro, quando anche lo spagnolo cambia gli pneumatici. Il pilota dell'Alpine torna in gara quinto, alle spalle di Hamilton. L'altro pilota della scuderia francese, Ocon, è sempre al comando, davanti a Vettel e Sainz Jr.. Vettel si avvicina al francese, ma non riesce mai a impensierirlo per il primo posto.
Al quarantasettesimo passaggio Hamilton si ferma ancora, per montare gomme medie. Il britannico torna in gara alle spalle di Alonso. Il suo ritmo però è notevole, tanto da girare tre secondi più veloce di tutti gli altri piloti in gara. Da quel momento ingaggia una lunga battaglia con Alonso, che si conclude solo al sessantacinquesimo giro, col sorpasso ai danni dello spagnolo. Hamilton raggiunge, e passa, in un paio di giri, Sainz Jr., in evidente crisi con gli pneumatici, e riesce ad avvicinarsi al duo di testa, senza però avere la possibilità di giocarsi la vittoria.
Esteban Ocon vince il suo primo Gran Premio in carriera in Formula 1, precedendo Hamilton e Sainz Jr., dopo la squalifica ai danni di Vettel, originariamente giunto secondo. Colgono punti le due Williams, per la prima volta nei primi dieci classificati dal Gran Premio d'Italia 2018. Per l'Alpine è la prima vittoria, da quando ha cambiato denominazione. Con la precedente denominazione Renault l'ultimo successo risaliva al Gran Premio del Giappone 2008 con Alonso. La scuderia francese torna alla vittoria sul tracciato dell'Hungaroring dopo diciotto anni con lo stesso Alonso. La motorizzazione Renault conquista la vittoria per la prima volta dal Gran Premio del Belgio 2014 con Daniel Ricciardo su Red Bull Racing. Gasly coglie, per la terza volta in carriera, il giro veloce, dopo aver montato gomme morbide, negli ultimi giri. L'AlphaTauri ottiene il suo primo giro veloce da quando ha cambiato denominazione.

### Gran Premio del Belgio
L'intensità delle precipitazioni mette in dubbio la tenuta della gara, la cui partenza viene posticipata prima alle 15:15, poi alle 15:25. Le vetture effettuano anche un giro di ricognizione, alle spalle della safety car, ma la verifica della pista conferma l'impossibilità di svolgere la gara.
La direzione di gara fissa per le 18:00 l'orario della ripartenza, con la possibilità che la gara duri solo un'ora, in considerazione dell'oscurità imminente. In seguito la direzione di gara stabilisce che il via verrà dato alle 18:17. La gara parte ancora dietro la vettura di sicurezza e viene stabilito, ufficialmente, che la gara avrà la durata di un'ora, dal momento della partenza. Al via tutte le 20 monoposto seguono la safety car ma, dopo due giri disputati in regime di vettura di sicurezza, la direzione di gara decide di interrompere nuovamente il Gran Premio. Dopo qualche minuto, alle 18:45, ben prima dello scoccare dell'ora dalla ripartenza, la direzione di gara decide di considerare ufficialmente concluso l'evento. Avendo percorso due giri viene comunque assegnata la metà dei punti, per la prima volta dal Gran Premio della Malesia 2009, anch'esso dichiarato concluso anticipatamente a causa di avverse condizioni meteorologiche, con la distanza di gara contrassegnata da un solo giro compiuto, che stabilisce il Gran Premio più corto della storia della Formula 1. Il record precedente spettava al Gran Premio d'Australia 1991 con 24 minuti, 34 secondi e 899 millesimi di durata.
Max Verstappen coglie la sua sedicesima vittoria in carriera, davanti a George Russell e Lewis Hamilton. Per Russell si tratta del primo podio in carriera, il primo per la Williams dal Gran Premio d'Azerbaigian 2017. I giri più veloci della gara non sono stati riconosciuti nella classifica finale del Gran Premio. Per l'undicesima volta nella storia della massima categoria non si sono verificati ritiri.

### Gran Premio d'Olanda

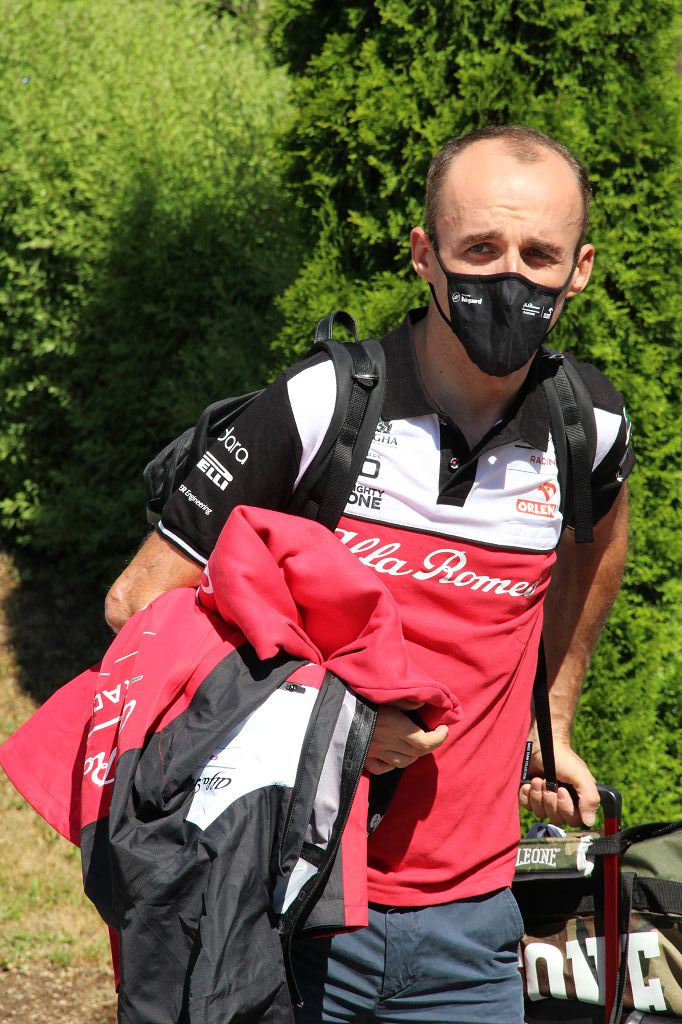
Nel Gran Premio d'Olanda Robert Kubica ricopre il ruolo di titolare all'Alfa Romeo Racing, sostituendo Kimi Räikkönen, risultato positivo al SARS-CoV-2.

Allo spegnimento dei semafori Max Verstappen tiene il comando della gara, seguito da Lewis Hamilton. Dietro Valtteri Bottas mantiene la terza posizione, davanti a Pierre Gasly. Fernando Alonso, scattato dalla nona posizione, sale settimo, alle spalle delle due Ferrari. I primi due mantengono un ritmo molto alto, ma Hamilton non riesce ad avvicinarsi a Verstappen. Nell'ottavo giro Pérez è costretto a una sosta ai box, dopo aver rovinato una gomma in una staccata, nel tentativo di passare Nikita Mazepin.
Al quattordicesimo giro il margine di Verstappen su Hamilton è di tre secondi e mezzo. Il resto del gruppo è staccato: Bottas è a oltre nove secondi dal leader, mentre gode di un margine di 14 su Gasly. Hamilton decide di anticipare la sosta al ventesimo giro, montando gomme medie. Verstappen marca il suo avversario, e si ferma nel giro successivo: anche l'olandese decide per le mescole medie. Il pit stop della Red Bull Racing è di un secondo migliore di quello della Mercedes, ma ciò non impedisce a Hamilton di limare a meno di due secondi il suo distacco dall'olandese. Il comando della gara è preso da Bottas.
Gasly si ferma al ventiquattresimo giro e opta per le coperture a mescola media. Il francese rientra in gara settimo. Bottas, in crisi con le gomme, vede assottigliarsi il suo vantaggio su Verstappen e Hamilton, molto velocemente. Nel frattempo Gasly risale sesto, passando Alonso, alla prima curva. Al trentesimo passaggio Verstappen, sfruttando un piccolo errore di guida di Bottas nel giro precedente, passa il finlandese sul rettifilo di partenza. Pochi metri dopo Bottas cede la posizione anche al compagno di scuderia Hamilton. Nel giro seguente anche il finlandese si ferma ai box per il cambio gomme. Tra il trentunesimo e trantaquattresimo giro si fermano invece le due Ferrari, che montano le gomme hard.
Verstappen guida la gara, con un secondo e mezzo di margine su Hamilton, 24 su Bottas, 46 su Gasly, e quasi un minuto su Leclerc. Hamilton, per cercare di avere una chance nel superare Verstappen, effettua una seconda sosta, al trentanovesimo giro. Il britannico sceglie le gomme medie, ma rientra tra dei doppiati che ne vanificano l'opportunità di avvicinarsi al leader della gara. Per sicurezza la Red Bull Racing richiama ancora Verstappen ai box: non avendo più gomme medie disponibili, l'olandese monta la mescola dura.
Hamilton, sfruttando anche dei doppiaggi, riesce a portarsi a meno di un secondo e mezzo da Verstappen, quando mancano 15 giri al termine della gara. Il ritmo del campione del mondo non è però sufficiente per attaccare l'olandese. Negli stessi giri Pérez, che si è fermato per mettere gomme soft, è autore di una bella rimonta. Passa le due McLaren e Esteban Ocon, fino a salire all'ottavo posto. Al sessantottesimo giro Bottas viene richiamato ai box. Nei giri successivi il pilota della Mercedes è capace di strappare il giro veloce, e conseguente punto addizionale, al compagno di scuderia, Hamilton. Ciò costringe la scuderia tedesca a richiamare il campione del mondo, per un'ulteriore sosta. Con gomme morbide il britannico è comunque capace, all'ultimo giro, di riprendersi il punto per il giro veloce. Nelle ultime fasi della gara Fernando Alonso strappa la sesta posizione a Sainz Jr..
Verstappen conquista il suo diciassettesimo Gran Premio valido quale prova del campionato mondiale, davanti al duo della Mercedes. È il primo pilota dei Paesi Bassi capace di vincere il Gran Premio nazionale.

### Gran Premio d'Italia
Daniel Ricciardo, partito in seconda posizione, prende subito il comando, relegando Max Verstappen dal posto d'onore. L'olandese viene attaccato anche da Lewis Hamilton alla Variante della Roggia: il britannico deve tagliare la curva e non riesce ad avere la meglio sull'olandese, anzi è costretto a vedersi sfilare da Lando Norris. Poco dopo, nello stesso punto, Antonio Giovinazzi entra in collisione con Carlos Sainz Jr.. La sua Alfa Romeo Racing va a sbattere contro le barriere e danneggia il musetto. L'italiano è costretto a una sosta ai box, e la direzione di corsa introduce il regime di virtual safety car, che termina nel corso del secondo giro.
La classifica è comandata da Ricciardo, che precede Verstappen, poi ci sono Norris, Hamilton, Leclerc, Sainz Jr. e Pérez. Al nono passaggio il messicano della Red Bull Racing ha la meglio, sempre alla Variante della Roggia, su Sainz Jr.. Valtteri Bottas, partito in ultima fila, inanella diversi sorpassi, tanto che dopo 14 giri è già entrato nella zona dei punti. Al quindicesimo giro Esteban Ocon si difende da un tentativo di sorpasso di Sebastian Vettel: la sua manovra è giudicata pericolosa dai commissari, che lo penalizzano di cinque secondi. Bottas prosegue nella sua scalata, passando Fernando Alonso, al diciannovesimo giro. Tre giri dopo il finlandese ha la meglio anche su Lance Stroll.
Ricciardo effettua la sua sosta al ventitreesimo giro. Verstappen attende un giro: un problema all'anteriore destra lo fa fermare ai box per oltre undici secondi. Norris, in crisi con gli pneumatici, è passato da Hamilton che, complice il pit stop dei primi due, si trova al comando. Nel giro successivo sia Hamilton che Norris passano ai box. Il cambio gomme del pilota della Mercedes non è perfetto, ma Hamilton rientra in gara davanti a Verstappen. L'olandese attacca, alla prima variante, il britannico. Le due vetture vanno alla collisione: la Red Bull si impenna su un cordolo e finisce sopra la Mercedes; entrambe le vetture finiscono nella ghiaia, e sono costrette all'abbandono. Per poter rendere la pista sicura la direzione di gara invia in pista la vettura di sicurezza. Per Hamilton si tratta del primo ritiro per incidente dal Gran Premio di Spagna 2016, nonché della prima battuta d'arresto dal Gran Premio d'Austria 2018.
Charles Leclerc e Sainz Jr. approfittano della situazione per andare ai box a cambiare le gomme. Il monegasco rientra in gara secondo, alle spalle di Ricciardo. Seguono, nell'ordine, Norris, Pérez, Sainz Jr. e Bottas. Alla ripartenza della gara Leclerc cede subito la seconda posizione a Norris. Poco dopo il ferrarista, pur dopo un bel duello, è costretto a cedere anche a Pérez. Il messicano, però, non ha ceduto la posizione, avendo tagliato la Variante della Roggia per passare Leclerc. Nel frattempo il monegasco cede anche a Bottas. La direzione di gara sanziona Pérez con cinque secondi di penalità.
Le due McLaren si trovano al comando, seguite dal penalizzato Pérez, poi Bottas e il duo della Ferrari. Bottas si avvicina a Pérez, che a causa della penalizzazione è di fatto alle sue spalle, ma non ha lo spunto sufficiente per il sorpasso in pista. Il finlandese attacca alla Variante della Roggia, ma viene ripassato dal messicano. La lotta fra i due sembra poter rimettere in gioco per il podio anche Leclerc, che però non riesce ad avvicinarsi. A pochi giri dal termine si ritira Nikita Mazepin, parcheggiando la sua monoposto alla Variante Ascari. Viene ancora deciso il regime di virtual safety car, che però ha breve durata.
Ricciardo vince, per l'ottava volta, una gara valida per il campionato mondiale. Per l'australiano è il primo successo dal Gran Premio di Monaco 2018, alla guida della Red Bull, mentre la McLaren non si imponeva dal Gran Premio del Brasile 2012 con Jenson Button. Grazie al secondo posto di Norris, il team di Woking fa segnare la sua prima doppietta dal Gran Premio del Canada 2010. La McLaren diventa anche il primo costruttore a cogliere una doppietta in stagione. Completa il podio Bottas, partito diciannovesimo. Era dal Gran Premio d'Australia 2014 che due McLaren e una Mercedes non si classificavano fra i primi tre, mentre l'ultimo podio con tre vetture motorizzate Mercedes risaliva al Gran Premio del Messico 2015.

### Gran Premio di Russia
Dopo la partenza Carlos Sainz Jr. sfrutta la scia di Lando Norris, riuscendo a passarlo e portarsi al comando. Seguono George Russell, Lance Stroll, Daniel Ricciardo, Fernando Alonso, che utilizza la via di fuga esterna alla seconda curva, e Lewis Hamilton. Lo spagnolo dell'Alpine cede, nei due giri successivi, due posizioni. Max Verstappen, partito ultimo, recupera molte posizioni, portandosi al dodicesimo posto dopo dieci giri. Sainz Jr. mantiene il comando su Norris, ma la Ferrari denota subito un calo di prestazioni degli pneumatici. Il britannico della McLaren cerca di attaccare lo spagnolo, ma senza essere capace di effettuare il sorpasso.
Dopo aver fatto riposare le gomme per qualche giro, Norris ritenta l'attacco su Sainz Jr., passando al comando al tredicesimo giro. Nel frattempo sia Stroll che Russell hanno già effettuato la loro sosta, passando a coperture di mescola dura. Sainz Jr. effettua il pit stop al quattordicesimo giro. Al ventesimo giro Norris comanda con oltre undici secondi di margine su Ricciardo, dodici e mezzo su Hamilton, e oltre 13 su Pérez. Dopo due giri si ferma Ricciardo, ma soffre per un piccolo problema al cambio gomme, che lo fa rientrare in gara quattordicesimo. Hamilton cambia gli pneumatici al ventiseiesimo giro, passando alle hard, seguito, poco dopo, da Verstappen, che monta medie, che è salito fino al quinto posto, prima della sua sosta.
Il leader del Gran Premio, Norris, passa ai box al ventisettesimo giro. Ora va a condurre la gara Pérez, seguito da Alonso, Leclerc e lo stesso Norris, il quale, al trentatreesimo giro, passa il monegasco. Il ferrarista cede la posizione anche a Hamilton, prima di effettuare il pit stop. Anche in questo caso il cambio gomme non è perfetto: il pilota rientra in gara tredicesimo, alle spalle di Vettel. Dopo le soste di Pérez, il quale anche per lui il cambio gomme risulta particolarmente lento, e Alonso, la classifica si stabilizza. Norris si trova al comando, seguito da Hamilton, Sainz Jr., Ricciardo e Pérez. Alle spalle del messicano c'è Alonso, su cui piomba Verstappen, che però non ha la velocità sufficiente per attaccare il pilota dell'Alpine.
Norris sembra poter rispondere ai tempi di Hamilton, mentre Ricciardo e Pérez ingaggiano un lungo duello. Il messicano è capace di prendere la posizione al quarantaquattresimo giro e, tre giri dopo, con l'arrivo della pioggia, passa anche Sainz Jr., entrando sul podio virtuale. La pioggia sembra, almeno all'inizio, molto debole, tanto che i piloti sono indecisi se passare alle gomme da bagnato intermedio oppure optare per delle gomme slick morbide. L'intensità della pioggia però aumenta, e ciò porta a un vero stravolgimento della classifica, negli ultimi giri, favorendo i piloti che per primi hanno optato per le gomme da bagnato. A quattro giri dal termine Norris decide di proseguire con le gomme da asciutto, a differenza di Hamilton. Il pilota della McLaren non riesce a tenere in pista la sua monoposto, e decide troppo tardi per il cambio gomme. Hamilton si trova così a condurre, seguito da Verstappen, Sainz Jr. e Ricciardo. Negli ultimi giri c'è anche un contatto tra le due Aston Martin, che però possono concludere il Gran Premio.
Hamilton vince la gara, cogliendo la centesima vittoria nel mondiale di Formula 1. Il britannico supera la soglia dei 4 000 punti conquistati in carriera. Il campione del mondo vince con oltre 53 secondi di margine sul secondo, Verstappen. Un margine tra i primi due così ampio non si verificava dal Gran Premio di Gran Bretagna 2008 quando, proprio Hamilton, vinse con oltre un minuto di margine su Nick Heidfeld. Norris, che chiude settimo, si consola col giro veloce.

### Gran Premio di Turchia
La pista si presenta umida e c'è una leggera pioggia a tratti. Tutte le vetture montano gomme da bagnato intermedio.
Il poleman Valtteri Bottas, al via, è capace di mantenere il comando della gara, davanti a Max Verstappen e Charles Leclerc. Più dietro c'è un contatto tra Fernando Alonso e Pierre Gasly; lo spagnolo va in testacoda e termina lontano dalla prime posizioni, tamponando poi la Haas di Mick Schumacher nel tentativo di rimonta. Mentre il finlandese mantiene un buon margine sui primi inseguitori, comincia la sua rimonta il compagno di scuderia Lewis Hamilton: il britannico passa Yuki Tsunoda, Lance Stroll e Lando Norris, tra l'ottavo e il decimo giro, collocandosi in sesta posizione. Anche Carlos Sainz Jr. recupera diverse posizioni: lo spagnolo, partito in ultima fila, dopo pochi giri è già al limite della zona dei punti.
Al quattordicesimo passaggio Hamilton supera anche Gasly, che comunque deve ancora scontare la penalizzazione di cinque secondi, inflittagli per il contatto con Alonso alla partenza. Daniel Ricciardo è il primo pilota a effettuare il cambio delle gomme, al ventiduesimo giro. L'australiano resta su gomme da bagnato intermedio. Hamilton cerca di passare anche Sergio Pérez, ma il messicano resiste agli assalti del campione del mondo.
La classifica, almeno nelle posizioni di testa, resta invariata per diversi giri. Verstappen si ferma, per cambiare gli pneumatici, al trentaseiesimo passaggio. Seguono Sainz Jr. un giro dopo, e Pérez e Bottas, due giri dopo l'olandese. Tutti rimangono su gomme intermedie, tranne Sebastian Vettel, che monta gomme slick di mescola media. La scelta risulta troppo azzardata, tanto che il tedesco rientra subito ai box, per tornare a coperture per pista bagnata.
Si trova a condurre Leclerc, davanti a Bottas, Verstappen, Hamilton e Gasly. Il francese cede la posizione, al quarantesimo giro, a Pérez. Il monegasco, con ormai gli pneumatici molto usurati, commette un paio di errori, e viene passato da Bottas, al quarantaseiesimo giro. Poco dopo il ferrarista cede la seconda posizione a Verstappen, prima di rientrare ai box, per montare gomme nuove, sempre da bagnato intermedio. Leclerc è ora quarto, ma è presto passato da Pérez, che pur disponendo di gomme più usurate, ha un miglior passo.
Prosegue invece Hamilton, ora terzo, che spera di poter eventualmente andare ai box solo per passare alle gomme da asciutto. Il pilota della Mercedes rientra ai box al cinquantesimo giro, ma è costretto, ancora, a optare per le gomme da bagnato intermedio. Rientra alle spalle di Leclerc, ma deve guardarsi dal ritorno di Gasly e Norris, che però non sono in grado di avvicinarsi in maniera pericolosa.
Bottas coglie il suo decimo successo in carriera, davanti alle due Red Bull Racing. Verstappen, grazie al secondo posto, ritorna in vetta alla classifica iridata. Esteban Ocon dell'Alpine ha completato il Gran Premio, per la prima volta nell'era turbo-ibrida, senza effettuare la sosta ai box per cambiare gli pneumatici, escludendo il Gran Premio del Belgio della durata di un solo giro. L'ultimo episodio risaliva a 24 anni fa, con Mika Salo che completò il Gran Premio di Monaco 1997 senza effettuare rifornimenti o cambio gomme. Per la dodicesima volta nella storia della massima categoria, per l'ottava volta nell'era turbo-ibrida, iniziata nella stagione 2014, e per la terza volta in questo campionato, dopo il Gran Premio di Francia e il Gran Premio del Belgio, non si sono verificati ritiri.

### Gran Premio degli Stati Uniti

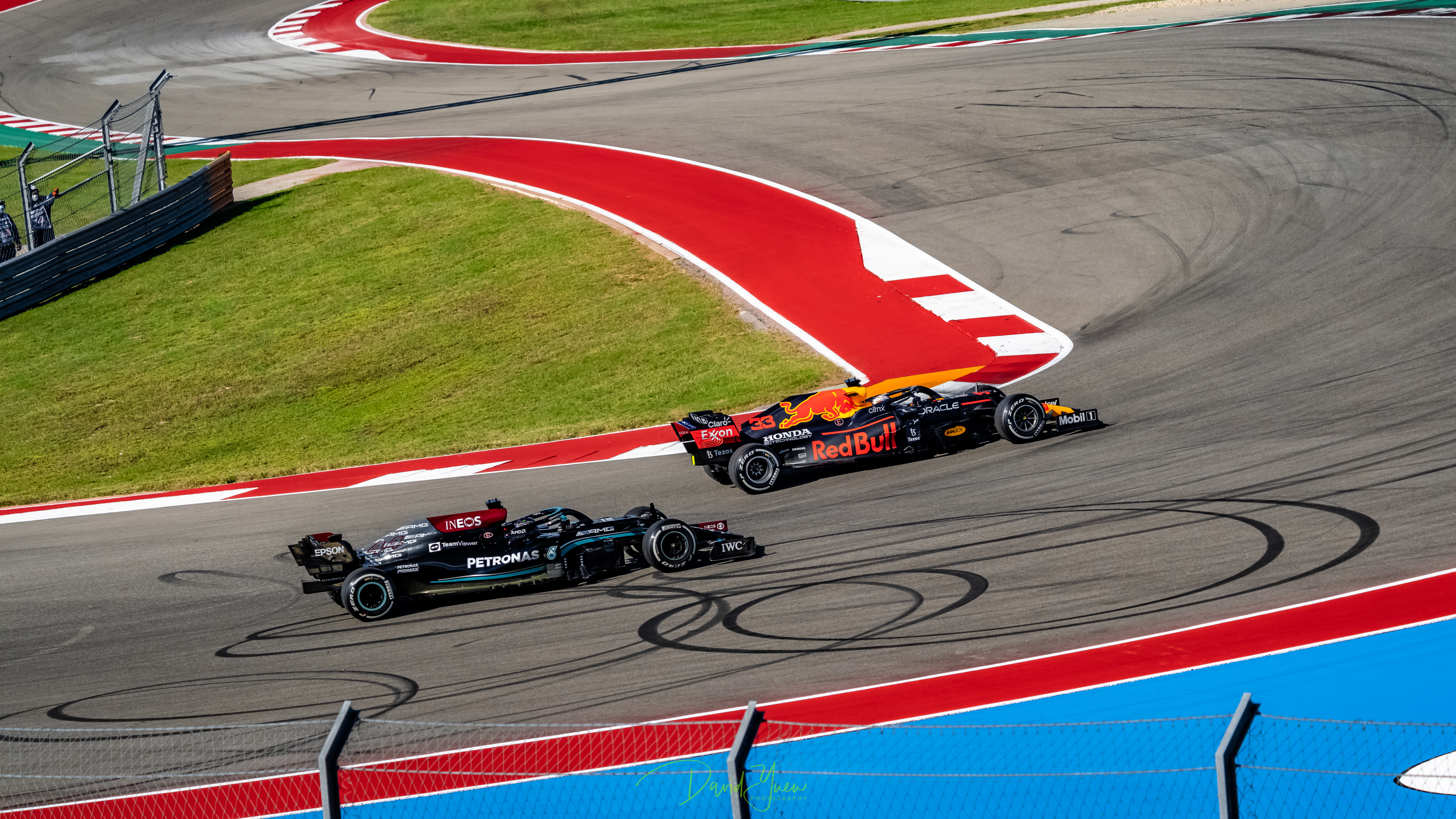
Hamilton e Verstappen lottano per la prima posizione.

Lewis Hamilton riesce, al via, a prendere la prima posizione, passando Max Verstappen alla prima curva. Alle loro spalle ci sono Sergio Pérez e Charles Leclerc. Più dietro c'è un bel duello che coinvolge le due McLaren con Carlos Sainz Jr.: Daniel Ricciardo passa lo spagnolo, ponendosi quinto.
Verstappen sembra poter limitare il distacco da Hamilton, ma un crollo della prestazione degli pneumatici a mescola media lo costringe ad anticipare la sosta per il cambio gomme, già al decimo giro. L'olandese sceglie di proseguire la gara, utilizzando le coperture di mescola dura. Il pilota della Red Bull Racing rientra in pista alle spalle di Ricciardo, che però viene immediatamente sorpassato. Il giro successivo si fermano anche Norris, Gasly, Ricciardo e Sainz Jr.. Tutti optano per le gomme hard, come fatto da Verstappen. Chi fa una scelta diversa è Pérez, che sceglie le gomme medie, quando si ferma al dodicesimo passaggio. Nello stesso giro si ferma anche Leclerc.
La gara vede al comando Hamilton, che precede Verstappen, Pérez, Leclerc, Bottas e Ricciardo. Il britannico della Mercedes attende il tredicesimo giro per passare alle coperture a mescola dura. Questo ritardo costa a Hamilton la prima posizione: al rientro in gara è staccato di oltre sei secondi da Verstappen. L'altro pilota della Mercedes, Bottas, effettua la sosta al quindicesimo giro, e scende fino all'undicesima posizione.
Verso il venticinquesimo giro Hamilton riesce a ridurre il margine di svantaggio su Verstappen a tre secondi; ciò porta l'olandese a fermarsi di nuovo, al ventiseiesimo giro, per montare nuovamente gomme dure. Quattro giri dopo si fermano anche Pérez, le due McLaren e Sainz Jr.. Il pit stop lento del ferrarista lo allontana dalla possibilità di superare Ricciardo.
Al trentaduesimo giro c'è la seconda sosta anche per l'altro pilota della Ferrari, Leclerc. In questo caso la prontezza dei meccanici permette di effettuare il cambio gomme rapidamente, consentendo così al monegasco di rientrare in gara quarto, davanti, per poco, a Bottas, che non riesce a prendersi la posizione. Il finlandese si fermerà al trentaquattresimo giro, tre giri prima del compagno di scuderia Hamilton, che così rinuncia a chiudere la gara con una sola sosta.
La gara è nuovamente comandata da Verstappen, davanti a Hamilton, Pèrez, Leclerc, Ricciardo, Sainz Jr. e Bottas. Al quarantatreesimo passaggio Sainz Jr attacca Ricciardo, ma non riesce a prevalere sull'australiano, per il quinto posto. Lo spagnolo dovrà cedere la posizione anche a Bottas, a due giri dal termine. Negli ultimi giri, intanto, Hamilton lima il distacco da Verstappen, senza però riuscire a impensierirlo, nemmeno nell'ultimo passaggio.
Verstappen si aggiudica un Gran Premio valido per il mondiale per la diciottesima volta. Grazie al terzo posto di Pérez, la Red Bull Racing coglie il duecentesimo podio iridato.

### Gran Premio di Città del Messico
Il poleman Valtteri Bottas, allo spegnimento dei semafori, tende al centro della pista, consentendo così a Max Verstappen, partito terzo, di prendere la prima posizione, già alla prima staccata, subito davanti a Lewis Hamilton. Alla stessa punto Daniel Ricciardo va lungo e colpisce proprio la vettura di Bottas. Nelle retrovie c'è un contatto che spedisce Yuki Tsunoda su un cordolo. La necessità di rimuovere la sua monoposto costringe la direzione di gara a inviare in pista la vettura di sicurezza.
La gara riprende nella sua valenza agonistica con Verstappen seguito da Hamilton, Sergio Pérez, Pierre Gasly, Charles Leclerc, Antonio Giovinazzi, Carlos Sainz Jr. e Sebastian Vettel. Sainz Jr. riesce a prendere la posizione a Giovinazzi. Verstappen è capace di ampliare, in maniera costante, il suo margine su Hamilton, portandolo a tre secondi al decimo giro. Pérez è a 10 secondi, mentre Gasly è a oltre 13 secondi dal leader della gara. La classifica rimane invariata, tranne per George Russell, che esce dalla zona dei punti, passato da Kimi Räikkönen, Fernando Alonso e Lando Norris.
Al sedicesimo giro Giovinazzi viene richiamato ai box per il cambio gomme. Il pilota italiano rientra in gara tredicesimo, alle spalle di Bottas e Ricciardo. Al venticinquesimo passaggio Verstappen ha dilatato il vantaggio su Hamilton a otto secondi e mezzo: il britannico deve guardarsi da Pérez, che si porta a due secondi. Hamilton si ferma quattro giri dopo, per montare gomme hard. Si fermano, poco dopo, Leclerc, Gasly e lo stesso Verstappen, al trentatreesimo giro. La gara è comandata dal pilota di casa Pérez, davanti a Verstappen, Hamilton, Sainz Jr. e Gasly. Il messicano di fermerà solo al quarantesimo giro, rientrando in gara terzo, dietro a Verstappen e Hamilton. Con la sosta di Sainz Jr., due giri dopo, Gasly recupera la quarta posizione, mentre lo spagnolo scende in sesta.
L'olandese della Red Bull Racing ora comanda con un distacco ancora più ampio su Hamilton di tredici secondi. Anche in questa fase Pérez sembra potersi avvicinare al britannico. Al cinquantasettesimo giro la Ferrari decide lo scambio di posizioni tra i piloti, dando così l'opportunità a Sainz Jr. di avvicinarsi a Gasly. Lo spagnolo cederà poi nuovamente la posizione al monegasco compagno di scuderia. Negli ultimi giri Pérez si avvicina sensibilmente a Hamilton, senza però avere mai l'opportunità di passare il campione del mondo. La Mercedes ferma Bottas al sessantacinquesimo giro, per montare gomme soft, e tentare di strappare a Verstappen il giro veloce, col suo punto addizionale. Il finlandese trova traffico in pista e fallisce il compito, tanto che la scuderia lo fa rientrare al penultimo giro, per montare un ulteriore treno di gomme nuove. Questa volta Bottas strappa il giro veloce, nuovo record del tracciato.
Verstappen vince per diciannovesima volta un Gran Premio valido per il mondiale. L'olandese porta a 19 punti il margine di vantaggio in classifica iridata su Hamilton, secondo di giornata. Pérez, terzo, coglie il primo podio nella gara di casa. È il primo pilota messicano a riuscire nell'impresa di salire sul podio nella gara nazionale.

### Gran Premio di San Paolo
Al via il duo della Red Bull Racing, Max Verstappen e Sergio Pérez, passa Valtteri Bottas. Più dietro Lando Norris subisce una foratura, ed è subito costretto ai box per cambiare le gomme. Seguono le due Ferrari e Lewis Hamilton che, già alla fine del primo giro, è sesto. Il britannico passa, tra il secondo e il terzo giro, le due vetture di Maranello, e al quinto giro ottiene lo scambio di posizione da Bottas. Al quarto giro c'è un contatto tra Tsunoda e Lance Stroll: il giapponese danneggia la sua monoposto. La direzione di gara, al fine di ripulire la pista dai detriti, impone la safety car. Alla ripartenza Verstappen mantiene il comando della gara, con Pérez che lo protegge da Hamilton. Nelle retrovie un contatto tra Mick Schumacher e Räikkönen porta al cedimento del musetto della vettura del tedesco. La direzione di gara, questa volta, decide per la virtual safety car.
La gara riprende, nella sua valenza agonistica, dopo pochi minuti. Al diciassettesimo giro Hamilton attacca Pérez alla prima curva, passandolo. Il messicano, però, si riprende la seconda posizione alla curva 4 (Descida do Lago). Al giro successivo il campione del mondo completa il sorpasso, non permettendo all'avversario di replicare. Daniel Ricciardo prende a Sebastian Vettel l'ottava piazza. Al ventiseiesimo giro si fermano sia Hamilton, che passa alle hard, che Carlos Sainz Jr., il quale invece monta ancora medie. La mossa del britannico è copiata da Verstappen, nel giro seguente; l'olandese rientra in gara davanti a Hamilton, un po' attardato per aver dovuto passare Ricciardo. Pérez si ferma nel giro ancora dopo. La direzione di gara impone ancora una volta la virtual safety car, dato che la vettura di Stroll sparge detriti sul tracciato. Ne approfitta Bottas che effettua il suo pit stop. La classifica vede così nuovamente in vetta Verstappen, seguito da Hamilton, Bottas, Pérez, che ha perso così la terza posizione, Fernando Alonso e le due Ferrari. Lo spagnolo cede presto la posizione a Charles Leclerc, prima di passare al cambio gomme.
Al quarantesimo giro c'è la seconda sosta di Verstappen: il pilota della Red Bull mantiene le gomme di mescola dura. Questa volta la manovra è penalizzata dalla presenza, nella corsia dei box, di Nicholas Latifi. Nei giri successivi si fermano anche Pérez e Bottas. Hamilton si trova così a condurre, fino al quarantatreesimo giro, quando anche lui opta per una seconda sosta per cambiare gli pneumatici. La scuderia sceglie ancora gomme hard, mentre il pilota era più propenso a scegliere una mescola diversa da quella montata da Verstappen. Al quarantasettesimo giro Hamilton attacca Verstappen, alla curva 4. L'olandese si difende andando largo, fino a entrare nella via di fuga, impedendo così a Hamilton di completare il sorpasso. Verstappen viene messo sotto indagine dalla direzione di gara, che però non commina nessuna penalizzazione. Il britannico non demorde e, dopo alcuni giri in cui si allontana dall'avversario, per raffreddare le gomme, porta l'attacco decisivo, al cinquantottesimo giro. In questa occasione Verstappen viene avvertito, con bandiera bianca e nera, per le manovre di difesa attuate nel giro precedente al sorpasso, giudicate al limite del regolamento.
Hamilton s'invola verso la vittoria, senza che l'olandese possa ridurre il distacco. All'ultimo giro Pérez fa segnare il giro veloce della gara, dopo aver montato gomme morbide nel giro precedente. Ciò consente alla Red Bull di non far ottenere il punto addizionale a Hamilton. Il campione del mondo conquista la sua centunesima vittoria nel mondiale di Formula 1, riducendo a 14 punti il distacco in classifica generale da Verstappen. Questa è stata la cinquantottesima vittoria per Lewis Hamilton e Valtteri Bottas come compagni di squadra della Mercedes, eguagliando il record di Michael Schumacher e Rubens Barrichello alla Ferrari tra il 2000 e il 2005.

### Gran Premio del Qatar
Al via Lewis Hamilton è capace di mantenere il comando, mentre Fernando Alonso passa Pierre Gasly per la seconda posizione; Max Verstappen è autore di un'ottima partenza, che lo porta dalla settima alla quarta posizione. Alle loro spalle ci sono Norris, Ocon, Sainz Jr. e Pérez. Hamilton crea subito un certo margine su Alonso, mentre Verstappen passa Gasly, salendo terzo. Già al quarto giro l'olandese si libera anche di Alonso, mettendosi così alle spalle di Hamilton. Al sesto giro Pérez forza Sainz Jr. alla prima curva, ma il ferrarista tiene la posizione. Il giro successivo lo spagnolo non può evitare che il messicano gli prenda la settima piazza.
La rimonta di Pérez prosegue all'undicesimo passaggio, quando toglie la posizione a Ocon. Nello stesso giro Lando Norris supera Gasly che, il giro successivo, cede anche all'arrembante Pérez, che ora è quinto. Hamilton, al comando, amplia il distacco su Verstappen a oltre sei secondi, e quello su Alonso a oltre 26. Gasly, in crisi con gli pneumatici, si ferma al tredicesimo giro, per montare gomme medie, dalle soft del via. Bottas sale settimo, passando Sainz Jr., mentre Pérez prende anche la posizione di Norris. Al diciassettesimo giro Verstappen anticipa la sosta, passando a gomme dure. La mossa viene subito copiata da Hamilton. Il britannico mantiene comodamente la vetta della classifica. Nello stesso diciottesimo giro c'è la sosta anche dell'altro pilota della Red Bull Racing, Sergio Pérez. Hamilton comanda con otto secondi e mezzo su Verstappen, 12"8 su Alonso e 20"5 Norris. Alle spalle del britannico della McLaren è risalito Bottas.
Al ventiduesimo passaggio Bottas passa Norris, mentre il giro dopo è il turno di Alonso al cambio gomme. Anche lo spagnolo opta per le hard, e rientra in gara ottavo. Anche Ocon, l'altro pilota dell'Alpine, che era scalato fino alla quinta posizione, effettua il pit stop. Norris, invece, attende il venticinquesimo giro. Pérez, che dopo la sosta era scivolato fuori dalla zona dei punti, recupera diverse posizioni, superando, al ventisettesimo giro, Charles Leclerc per il sesto posto. Nello stesso giro entrambe le Ferrari effettuano il pit stop, una dietro l'altra, senza problemi.
Hamilton comanda con sette secondi di margine su Verstappen, mentre il resto del gruppo è molto staccato: il terzo, Bottas, è a 29"4, mentre Alonso, quarto, è a 19 secondi dal finlandese. Lo spagnolo, attaccato da Pérez, resiste, ma non riesce a evitare il sorpasso del messicano della Red Bull. Bottas, che non ha ancora cambiato gli pneumatici, subisce una foratura al trentatreesimo giro, ed è costretto a un giro lento, in pratica su tre ruote, per rientrare ai box. Al trentaseiesimo giro Gasly, che era quinto, si ferma per la seconda volta. Il francese monta gomme medie. La stessa scelta viene compiuta anche dalle due Red Bull, che si fermano entrambe al quarantunesimo passaggio. Come nella prima fase della gara, anche in questo caso Hamilton copia la strategia del suo inseguitore, passando alle medie. Il campione del mondo mantiene ancora il comando del Gran Premio, con oltre otto secondi di margine su Verstappen. Seguono Alonso, Norris, Ocon, Stroll e Pérez. Il messicano, al quarantaseiesimo giro, passa Stroll. Il giro dopo, a seguito di un lungo duello, il pilota della Red Bull ha la meglio anche su Ocon.
Norris, che sperava di chiudere la gara senza ulteriori soste, deve fermarsi al cinquantesimo giro. George Russell fora uno pneumatico, dopo essere passato su un cordolo. Anche lui, come Bottas qualche giro prima, è costretto al box. Lo stesso guaio capita, poco dopo, all'altro pilota della Williams, Nicholas Latifi, che però non finisce il giro e parcheggia in una via di fuga. La direzione di gara stabilisce in pista il regime di virtual safety car, al fine di rimuovere la vettura del canadese. La gara riprende solo per l'ultimo giro. Nei giri finali Verstappen effettua ancora un pit stop, per montare gomme morbide, e conquistare il giro veloce, col punto addizionale, che in realtà già possedeva prima della sosta.
Hamilton conquista la sua centoduesima vittoria nel mondiale, limando il distacco in classifica generale a otto punti. Il britannico vince sul trentesimo circuito differente utilizzato dal campionato mondiale. Alonso, terzo dopo aver resistito al ritorno, negli ultimi giri, di Pérez, conquista il suo novantottesimo podio, il primo dal Gran Premio d'Ungheria 2014. Mai un pilota aveva atteso 146 gare per tornare tra i primi tre di una gara del mondiale di Formula 1. Alonso è il primo ultraquarantenne a podio dal Gran Premio d'Europa 2012, quando fu Michael Schumacher a riuscire nell'impresa.

### Gran Premio d'Arabia Saudita
Alla partenza Lewis Hamilton mantiene il comando della gara, davanti a Valtteri Bottas e Max Verstappen; seguono poi Charles Leclerc, Sergio Pérez, Lando Norris, Esteban Ocon e Pierre Gasly. Hamilton è capace, nei primi giri, di ampliare il margine su Bottas a oltre un secondo e su Verstappen a 2"6.
Al settimo giro Fernando Alonso cede la posizione, la decima, prima ad Antonio Giovinazzi, poi a Carlos Sainz Jr.. Al nono giro Mick Schumacher termina contro le barriere. La direzione di gara invia in pista la safety car. Approfitta della situazione Hamilton, che passa ai box, per montare gomme dure. Optano per la stessa strategia, tra i piloti nelle posizioni di testa, anche Bottas, Leclerc e Pérez. Verstappen decide di proseguire, seguendo la strategia opposta a quella di Bottas, trovandosi così a condurre la gara. L'olandese si lamenta anche per il ritmo, troppo lento, tenuto dal finlandese, dietro alla vettura di sicurezza. Alle spalle del pilota della Red Bull Racing la classifica recita: Hamilton, Bottas, Ocon e Ricciardo, con gli ultimi due che non hanno effettuato la sosta ai box. Poco dopo, a sorpresa, la direzione di gara ferma la corsa, con l'esposizione della bandiera rossa, per consentire ai commissari di sistemare le barriere rovinate dall'uscita di Schumacher. Questa scelta permette a Verstappen di montare gomme nuove, e di partire dalla prima piazzola.
Alla ripartenza Verstappen resiste al comando, mentre Hamilton, rallentato dall'olandese, deve cedere la seconda posizione a Esteban Ocon. Dietro però Pérez va a contatto con Leclerc, la vettura termina contro le barriere e rientra in pista. Questo porta a dello scompiglio in gara, con George Russell che viene tamponato da Nikita Mazepin. La direzione di gara ferma di nuovo la gara. In questa nuova partenza, però, Verstappen è costretto a partire terzo, penalizzato per la manovra difensiva su Hamilton, alla seconda ripartenza. In merito alla scelta delle mescole per questo nuovo via, scelgono le medie Verstappen, Ricciardo, Bottas, Sainz Jr., Vettel, Tsunoda e Stroll. Gli altri montano le gomme hard.
Alla terza partenza tocca a Ocon partire al comando, seguito da Hamilton. Questa volta il britannico non riesce a passare in testa e, anzi, è infilato da Verstappen, alla prima curva. Il campione del mondo va al contatto con Ocon, con la vettura che può proseguire la gara, anche se con l'ala anteriore danneggiata. Hamilton è comunque capace di recuperare presto la seconda posizione, passando Ocon. Alle spalle del francese ci sono Ricciardo, Bottas, Gasly e Giovinazzi. Al ventiduesimo giro la direzione di gara deve imporre il regime di virtual safety car, per i detriti lasciati da un contatto tra Yuki Tsunoda e Sebastian Vettel, col giapponese costretto ai box, per cambiare il musetto della sua monoposto. Tre giri dopo Alonso va in testacoda, senza colpire le barriere, e potendo proseguire, senza danni. Nel frattempo Hamilton ha ridotto il gap su Verstappen a meno di un secondo, anche se i due duellano a colpi di giri veloci.
C'è un nuovo contatto che coinvolge Vettel, questa volta con Kimi Räikkönen; il finlandese deve rientrare ai box per sostituire il musetto. A causa dei detriti presenti in pista, e della difficoltà di rimuoverli in sicurezza, la direzione di gara reimpone, per due volte, ancora il regime di virtual safety car. Il primo regime di neutralizzazione dura pochi secondi, ma il tracciato rimane disseminato di detriti. Viene, perciò, attuata una terza virtual safety car che viene mantenuta per diversi giri, provocando le lamentele dei piloti che avrebbero preferito una più rapida interruzione della valenza agonistica del Gran Premio con la safety car. La virtual safety car viene imposta, ma solo per pochi secondi, qualche giro dopo, sempre per completare la pulizia del tracciato dai detriti lasciati dalle monoposto. Verstappen ha difficoltà a rispondere ai tempi di Hamilton, che sfrutta, nella parte finale della gara, la maggior freschezza delle gomme dure.
Hamilton attacca Verstappen, che si difende portando fuori tracciato il britannico. Il pilota della Red Bull rallenta vistosamente, spinto dal team a cedere la posizione a Hamilton; questo porta a un'incomprensione con Hamilton, che lo tampona. Le due vetture possono proseguire, anche se la Mercedes del campione del mondo risulta danneggiata nell'alettone anteriore. La manovra di difesa dell'olandese non viene considerata, in seguito, corretta dai commissari, che penalizzano l'olandese di cinque secondi. Dopo il tamponamento, Verstappen resta al comando, cedendo la posizione solo dopo qualche giro. Appena subito il sorpasso, l'olandese riattacca il britannico, passandolo alla prima staccata. L'olandese è poi costretto a ricedere ancora la prima posizione a Hamilton, in quanto la sua manovra viene ancora considerata non corretta. Hamilton amplia presto il margine di vantaggio sul suo avversario; Verstappen, dal suo canto, ha un margine troppo ristretto su Ocon e Bottas, per potersi fermare per montare gomme soft, e cercare il giro veloce, al fine di togliere il punto addizionale a Hamilton.
Il campione del mondo in carica coglie il centotreesimo successo iridato, vincendo sul trentunesimo tracciato diverso, e siglando il diciannovesimo hat trick in carriera, ovvero ottenendo pole position, giro veloce e vittoria del Gran Premio. Il numero delle vittorie di Hamilton, 103, è uguale al numero di pole position ottenute. Bottas, dopo aver attaccato Ocon inutilmente, riesce a superarlo in volata, proprio sul traguardo. Il podio è contraddistinto da Hamilton, Verstappen e Bottas per la ventesima volta. Verstappen eguaglia il record di podi in una stagione, 17, raggiungendo Michael Schumacher, Sebastian Vettel e lo stesso Hamilton. Grazie al punto del giro veloce conquistato da Hamilton, e al secondo posto di Verstappen, i due contendenti al titolo disputano la gara conclusiva della stagione a pari punti, fatto accaduto solo nel 1974 con il brasiliano Emerson Fittipaldi su McLaren-Ford Cosworth, poi campione del mondo, e lo svizzero Clay Regazzoni su Ferrari nel Gran Premio degli Stati Uniti d'America corso a Watkins Glen.

### Gran Premio di Abu Dhabi
Al via Lewis Hamilton prende il comando, seguito da Max Verstappen e Sergio Pérez. L'olandese cerca di riprendersi la vetta della gara alla curva 6, riuscendo a prevalere su Hamilton. Il britannico esce nella via di fuga e riconquista il primato della gara; la manovra viene considerata corretta da parte dei commissari, tanto che Hamilton non deve restituire la posizione. Alle spalle dei primi tre ci sono Carlos Sainz Jr., Lando Norris, Charles Leclerc, Yuki Tsunoda e Valtteri Bottas.
Hamilton amplia il margine, sfruttando le gomme medie, a differenza di Verstappen che soffre con le gomme soft. L'olandese decide di montare gomme hard, al tredicesimo giro. Verstappen rientra in gara quinto, ma passa subito Norris, che sconta guai al cambio. La Mercedes copre la manovra della Red Bull Racing richiamando subito ai box Hamilton, che copia la strategia del suo avversario.
Al comando si trova Pérez, seguito da Hamilton, poi Sainz Jr., Verstappen, Norris e Tsunoda. Al diciassettesimo giro Verstappen passa Sainz Jr.. Due giri dopo si ferma lo spagnolo, montando, anche lui, gomme a mescola dura. Al ventesimo giro Hamilton arriva su Pérez, che resiste a lungo agli attacchi del britannico, prima di cedere la prima posizione; al giro seguente anche Pérez effettua la sosta. La difesa del messicano consente a Verstappen di ridurre a poco più di un secondo il distacco da Hamilton.
Nei giri successivi Hamilton riesce ad ampliare nuovamente il margine di vantaggio su Verstappen, portandolo a quasi quattro secondi a metà gara. Alle spalle di Verstappen ci sono Bottas, che non ha ancora cambiato le gomme, poi Pérez, Alonso, Gasly e Sainz Jr.. Si ritira, nel frattempo, nella sua ultima gara in carriera, Kimi Räikkönen, per un problema ai freni. Bottas si ferma al trentesimo giro, e rientra in pista nono, ma è capace di prendere la posizione a Leclerc, dopo qualche giro infruttuoso. Al trentacinquesimo giro si ferma anche l'altra Alfa Romeo Racing, quella di Antonio Giovinazzi. La direzione di gara stabilisce il regime di virtual safety car. Ne approfittano, per la seconda sosta, sia le due Red Bull che Leclerc. Le vetture austriache montano di nuovo gomme dure, mentre Leclerc opta per le medie.
Hamilton si trova a condurre con 16"8 su Verstappen, oltre 42 secondi su Pérez e 55 su Sainz Jr.. Seguono poi, poco distanti dallo spagnolo, Norris e Bottas. Verstappen, con gomme più fresche, riesce a limare il distacco da Hamilton, che perde qualche secondo coi doppiaggi. L'olandese si porta a poco più di dieci secondi dal leader della gara. Al quarantasettesimo giro Norris è costretto a una sosta inattesa, a causa di una foratura. Al cinquantaduesimo giro Nicholas Latifi va in testacoda, dopo aver battagliato con Mick Schumacher. La Williams sbatte contro le barriere e resta in traiettoria. La direzione di gara invia in pista la safety car.
Verstappen decide di passare a gomme soft, mentre Hamilton decide di proseguire. Anche l'altra Red Bull, quella di Pérez, si ferma per un pit stop. La direzione di gara decide di far sdoppiare solo le vetture che ci sono tra Hamilton e Verstappen, consentendo così alla gara di riprendere nella sua valenza agonistica solo per l'ultimo giro, che diventa decisivo per l'assegnazione del titolo. Prima della ripartenza però la Red Bull decide di far ritirare Pérez. Hamilton rallenta molto il ritmo, prima che la safety car rientri ai box, ma alla ripartenza è subito attaccato da Verstappen, che passa alla curva 5 e resiste al ritorno del britannico.
Max Verstappen vince gara e titolo mondiale, interrompendo una striscia di quattro titoli di fila di Hamilton, che chiude secondo. Per Verstappen si tratta del primo mondiale piloti in carriera, il trentaquattresimo pilota della storia della Formula 1 a vincere il titolo, il primo di nazionalità olandese, e il quarto più giovane di sempre. Verstappen ottiene il terzo hat trick in carriera, ovvero ottenendo pole position, giro veloce e vittoria del Gran Premio, e stabilisce il record di podi in una stagione, con 18. La Mercedes si conferma, per l'ottava volta consecutiva, campione del mondo costruttori, rafforzando il record già detenuto di titoli conquistati consecutivamente nella categoria a partire dal 2014.

## Risultati

### Risultato dei Gran Premi
| Nº | Gran Premio                      | Circuito          | Pole position   | Giro veloce      | Pilota vincitore | Scuderia vincitrice   | Resoconto |
| -- | -------------------------------- | ----------------- | --------------- | ---------------- | ---------------- | --------------------- | --------- |
| 1  | Gran Premio del Bahrein          | Sakhir            | Max Verstappen  | Valtteri Bottas  | Lewis Hamilton   | Mercedes              | Resoconto |
| 2  | Gran Premio dell'Emilia-Romagna  | Imola             | Lewis Hamilton  | Lewis Hamilton   | Max Verstappen   | Red Bull Racing-Honda | Resoconto |
| 3  | Gran Premio del Portogallo       | Algarve           | Valtteri Bottas | Valtteri Bottas  | Lewis Hamilton   | Mercedes              | Resoconto |
| 4  | Gran Premio di Spagna            | Montmeló          | Lewis Hamilton  | Max Verstappen   | Lewis Hamilton   | Mercedes              | Resoconto |
| 5  | Gran Premio di Monaco            | Monaco            | Charles Leclerc | Lewis Hamilton   | Max Verstappen   | Red Bull Racing-Honda | Resoconto |
| 6  | Gran Premio d'Azerbaigian        | Baku              | Charles Leclerc | Max Verstappen   | Sergio Pérez     | Red Bull Racing-Honda | Resoconto |
| 7  | Gran Premio di Francia           | Le Castellet      | Max Verstappen  | Max Verstappen   | Max Verstappen   | Red Bull Racing-Honda | Resoconto |
| 8  | Gran Premio di Stiria            | Spielberg         | Max Verstappen  | Lewis Hamilton   | Max Verstappen   | Red Bull Racing-Honda | Resoconto |
| 9  | Gran Premio d'Austria            | Spielberg         | Max Verstappen  | Max Verstappen   | Max Verstappen   | Red Bull Racing-Honda | Resoconto |
| 10 | Gran Premio di Gran Bretagna     | Silverstone       | Max Verstappen  | Sergio Pérez     | Lewis Hamilton   | Mercedes              | Resoconto |
| 11 | Gran Premio d'Ungheria           | Mogyoród          | Lewis Hamilton  | Pierre Gasly     | Esteban Ocon     | Alpine-Renault        | Resoconto |
| 12 | Gran Premio del Belgio           | Spa-Francorchamps | Max Verstappen  | non riconosciuto | Max Verstappen   | Red Bull Racing-Honda | Resoconto |
| 13 | Gran Premio d'Olanda             | Zandvoort         | Max Verstappen  | Lewis Hamilton   | Max Verstappen   | Red Bull Racing-Honda | Resoconto |
| 14 | Gran Premio d'Italia             | Monza             | Max Verstappen  | Daniel Ricciardo | Daniel Ricciardo | McLaren-Mercedes      | Resoconto |
| 15 | Gran Premio di Russia            | Soči              | Lando Norris    | Lando Norris     | Lewis Hamilton   | Mercedes              | Resoconto |
| 16 | Gran Premio di Turchia           | Istanbul          | Valtteri Bottas | Valtteri Bottas  | Valtteri Bottas  | Mercedes              | Resoconto |
| 17 | Gran Premio degli Stati Uniti    | Austin            | Max Verstappen  | Lewis Hamilton   | Max Verstappen   | Red Bull Racing-Honda | Resoconto |
| 18 | Gran Premio di Città del Messico | Città del Messico | Valtteri Bottas | Valtteri Bottas  | Max Verstappen   | Red Bull Racing-Honda | Resoconto |
| 19 | Gran Premio di San Paolo         | Interlagos        | Valtteri Bottas | Sergio Pérez     | Lewis Hamilton   | Mercedes              | Resoconto |
| 20 | Gran Premio del Qatar            | Lusail            | Lewis Hamilton  | Max Verstappen   | Lewis Hamilton   | Mercedes              | Resoconto |
| 21 | Gran Premio d'Arabia Saudita     | Gedda             | Lewis Hamilton  | Lewis Hamilton   | Lewis Hamilton   | Mercedes              | Resoconto |
| 22 | Gran Premio di Abu Dhabi         | Yas Marina        | Max Verstappen  | Max Verstappen   | Max Verstappen   | Red Bull Racing-Honda | Resoconto |

### Risultato delle qualifiche
Il risultato delle qualifiche del Gran Premio di Gran Bretagna, del Gran Premio d'Italia e del Gran Premio di San Paolo è determinato dal risultato della Qualifica Sprint che si svolge al sabato e non dalle tradizionali qualifiche che in tali occasioni si svolgono al venerdì.
| Nº | Pilota             |      |       |    |      |      |     |    |      |      |      |      |      |    |       |       |       |       |       |      |     |    |    |
| -- | ------------------ | ---- | ----- | -- | ---- | ---- | --- | -- | ---- | ---- | ---- | ---- | ---- | -- | ----- | ----- | ----- | ----- | ----- | ---- | --- | -- | -- |
| 3  | Daniel Ricciardo   | 6    | 6     | 16 | 7    | 12   | 13  | 10 | 13   | 13   | 6    | 11   | 4    | 10 | 2     | 5     | 20+30 | 6     | 7     | 11   | 14  | 11 | 10 |
| 4  | Lando Norris       | 7    | 7     | 7  | 9    | 5    | 9+3 | 8  | 3    | 2    | 5    | 6    | 15+5 | 13 | 3     | 1     | 7     | 7     | 18+20 | 5    | 4   | 7  | 3  |
| 5  | Sebastian Vettel   | 20+5 | P     | 10 | 13   | 8    | 11  | 12 | 14   | 11+3 | 8    | 10   | 5    | 15 | 11    | 10    | 10    | 18+20 | 9     | 9    | 10  | 17 | 15 |
| 6  | Nicholas Latifi    | 17   | 14    | 18 | 19   | 18   | 16  | 16 | 16   | 18   | 17   | 18   | 10   | P  | 13    | 18+20 | 15    | 14    | 13    | 16   | 17  | 16 | 16 |
| 7  | Kimi Räikkönen     | 14   | 16    | 15 | 17   | 14   | 14  | 17 | 18   | 16   | 13   | 13   | P    |    |       | 13    | 17    | 15    | 10    | P    | 16  | 12 | 18 |
| 9  | Nikita Mazepin     | 19   | 19    | 20 | 20+3 | 19   | 18  | 18 | 20   | 20   | 19   | 19   | 18   | 18 | 16    | 15    | 18    | 17    | 15    | 19   | 20  | 20 | –  |
| 10 | Pierre Gasly       | 5    | 5     | 9  | 12   | 6    | 4   | 6  | 6    | 6    | 11   | 5    | 6    | 4  | P     | 11    | 4     | 8     | 5     | 7    | 2   | 6  | 12 |
| 11 | Sergio Pérez       | P    | 2     | 4  | 8    | 9    | 6   | 4  | 4    | 3    | P    | 4    | 7    | P  | 8     | 8     | 6     | 3     | 4     | 4    | 11  | 5  | 4  |
| 14 | Fernando Alonso    | 9    | 15    | 13 | 10   | 17   | 8   | 9  | 8    | 14   | 7    | 9    | 12   | 9  | 10    | 6     | 5     | 19+20 | 12    | 12   | 3   | 13 | 11 |
| 16 | Charles Leclerc    | 4    | 4     | 8  | 4    | 1    | 1   | 7  | 7    | 12   | 4    | 7    | 9    | 5  | 5     | 19+25 | 3     | 4     | 8     | 6    | 13  | 4  | 7  |
| 18 | Lance Stroll       | 10   | 10    | 17 | 11   | 13   | 19  | 19 | 9    | 9    | 14   | 12   | 19+5 | 12 | 9     | 7     | 8     | 13    | 20+25 | 14   | 12  | 18 | 13 |
| 22 | Yuki Tsunoda       | 13   | 20+25 | 14 | 16   | 16   | 7   | P  | 11+3 | 7    | 16   | 16   | 16   | 14 | 15    | 12    | 9     | 10    | 17+20 | 15   | 8   | 8  | 8  |
| 31 | Esteban Ocon       | 16   | 9     | 6  | 5    | 11   | 12  | 11 | 17   | 17   | 9    | 8    | 8    | 8  | 12    | 9     | 12    | 11    | 19+20 | 8    | 9   | 9  | 9  |
| 33 | Max Verstappen     | 1    | 3     | 3  | 2    | 2    | 3   | 1  | 1    | 1    | 1    | 3    | 1    | 1  | 1     | 20+33 | 2     | 1     | 3     | 2    | 7+5 | 3  | 1  |
| 44 | Lewis Hamilton     | 2    | 1     | 2  | 1    | 7    | 2   | 2  | 2    | 4    | 2    | 1    | 3    | 2  | 4     | 4     | 11+10 | 2     | 2     | 10+5 | 1   | 1  | 2  |
| 47 | Mick Schumacher    | 18   | 18    | 19 | 18   | 20+5 | 17  | 15 | 19   | 19   | 18   | 20+5 | 17   | 17 | 18    | 14    | 14    | 16    | 14    | 18   | 19  | 19 | 19 |
| 55 | Carlos Sainz Jr.   | 8    | 11    | 5  | 6    | 4    | 5   | 5  | 12   | 10   | 10   | 15   | 11   | 6  | 6     | 2     | 19+25 | 5     | 6     | 3    | 5   | 15 | 5  |
| 63 | George Russell     | 15   | 12    | 11 | 15   | 15   | 15  | 14 | 10   | 8    | 12+3 | 17   | 2    | 11 | 14    | 3     | 13    | 20+20 | 16+5  | 17   | 15  | 14 | 17 |
| 77 | Valtteri Bottas    | 3    | 8     | 1  | 3    | 3    | 10  | 3  | 5+3  | 5    | 3    | 2    | 13+5 | 3  | 19+30 | 16+15 | 1     | 9+5   | 1     | 1    | 6+3 | 2  | 6  |
| 88 | Robert Kubica      |      |       |    |      |      |     |    |      |      |      |      |      | 16 | 17    |       |       |       |       |      |     |    |    |
| 99 | Antonio Giovinazzi | 12   | 17    | 12 | 14   | 10   | 20  | 13 | 15   | 15   | 15   | 14   | 14   | 7  | 7     | 17+5  | 16    | 13    | 11    | 13   | 18  | 10 | 14 |
| Nº | Pilota             |      |       |    |      |      |     |    |      |      |      |      |      |    |       |       |       |       |       |      |     |    |    |

| Legenda | + – Precede il numero di posizioni di penalità sulla griglia di partenza. § – Indica quei piloti che per penalità sono stati retrocessi in fondo alla griglia di partenza. P – Indica quei piloti che hanno preso il via dalla pit lane. |

## Classifiche

### Sistema di punteggio
| Posizione        | Posizione | 1ª | 2ª | 3ª | 4ª | 5ª | 6ª | 7ª | 8ª | 9ª | 10ª | GV |
| Gara             | Punti     | 25 | 18 | 15 | 12 | 10 | 8  | 6  | 4  | 2  | 1   | 1  |
| Qualifica Sprint | Punti     | 3  | 2  | 1  |    |    |    |    |    |    |     |    |

### Classifica piloti
| Pos. | Pilota             |     |     |     |     |     |      |    |     |     |      |     |    |     |      |     |    |     |     |     |     |     |     | Punti |
| ---- | ------------------ | --- | --- | --- | --- | --- | ---- | -- | --- | --- | ---- | --- | -- | --- | ---- | --- | -- | --- | --- | --- | --- | --- | --- | ----- |
| 1    | Max Verstappen     | 2   | 1   | 2   | 2   | 1   | Rit* | 1  | 1   | 1   | Rit1 | 9   | 1  | 1   | Rit1 | 2   | 2  | 1   | 1   | 2   | 2   | 2   | 1   | 395,5 |
| 2    | Lewis Hamilton     | 1   | 2   | 1   | 1   | 7   | 15   | 2  | 2   | 4   | 12   | 2   | 3  | 2   | Rit  | 1   | 5  | 2   | 2   | 1   | 1   | 1   | 2   | 387,5 |
| 3    | Valtteri Bottas    | 3   | Rit | 3   | 3   | Rit | 12   | 4  | 3   | 2   | 3    | Rit | 12 | 3   | 31   | 5   | 1  | 6   | 15  | 31  | Rit | 3   | 6   | 226   |
| 4    | Sergio Pérez       | 5   | 11  | 4   | 5   | 4   | 1    | 3  | 4   | 6   | 16   | Rit | 19 | 8   | 5    | 9   | 3  | 3   | 3   | 4   | 4   | Rit | 15* | 190   |
| 5    | Carlos Sainz Jr.   | 8   | 5   | 11  | 7   | 2   | 8    | 11 | 6   | 5   | 6    | 3   | 10 | 7   | 6    | 3   | 8  | 7   | 6   | 63  | 7   | 8   | 3   | 164,5 |
| 6    | Lando Norris       | 4   | 3   | 5   | 8   | 3   | 5    | 5  | 5   | 3   | 4    | Rit | 14 | 10  | 2    | 7   | 7  | 8   | 10  | 10  | 9   | 10  | 7   | 160   |
| 7    | Charles Leclerc    | 6   | 4   | 6   | 4   | NP  | 4    | 16 | 7   | 8   | 2    | Rit | 8  | 5   | 4    | 15  | 4  | 4   | 5   | 5   | 8   | 7   | 10  | 159   |
| 8    | Daniel Ricciardo   | 7   | 6   | 9   | 6   | 12  | 9    | 6  | 13  | 7   | 5    | 11  | 4  | 11  | 13   | 4   | 13 | 5   | 12  | Rit | 12  | 5   | 12  | 115   |
| 9    | Pierre Gasly       | 17* | 7   | 10  | 10  | 6   | 3    | 7  | Rit | 9   | 11   | 5   | 6  | 4   | Rit  | 13  | 6  | Rit | 4   | 7   | 11  | 6   | 5   | 110   |
| 10   | Fernando Alonso    | Rit | 10  | 8   | 17  | 13  | 6    | 8  | 9   | 10  | 7    | 4   | 11 | 6   | 8    | 6   | 16 | Rit | 9   | 9   | 3   | 13  | 8   | 81    |
| 11   | Esteban Ocon       | 13  | 9   | 7   | 9   | 9   | Rit  | 14 | 14  | Rit | 9    | 1   | 7  | 9   | 10   | 14  | 10 | Rit | 13  | 8   | 5   | 4   | 9   | 74    |
| 12   | Sebastian Vettel   | 15  | 15* | 13  | 13  | 5   | 2    | 9  | 12  | 17* | Rit  | SQ  | 5  | 13  | 12   | 12  | 18 | 10  | 7   | 11  | 10  | Rit | 11  | 43    |
| 13   | Lance Stroll       | 10  | 8   | 14  | 11  | 8   | Rit  | 10 | 8   | 13  | 8    | Rit | 20 | 12  | 7    | 11  | 9  | 12  | 14  | Rit | 6   | 11  | 13  | 34    |
| 14   | Yuki Tsunoda       | 9   | 12  | 15  | Rit | 16  | 7    | 13 | 10  | 12  | 10   | 6   | 15 | Rit | NP   | 17  | 14 | 9   | Rit | 15  | 13  | 14  | 4   | 32    |
| 15   | George Russell     | 14  | Rit | 16  | 14  | 14  | 17*  | 12 | Rit | 11  | 12   | 8   | 2  | 17* | 9    | 10  | 15 | 14  | 16  | 13  | 17  | Rit | Rit | 16    |
| 16   | Kimi Räikkönen     | 11  | 13  | Rit | 12  | 11  | 10   | 17 | 11  | 15  | 15   | 10  | 18 | SP  |      | 8   | 12 | 13  | 8   | 12  | 14  | 15  | Rit | 10    |
| 17   | Nicholas Latifi    | 18* | Rit | 18  | 16  | 15  | 16   | 18 | 17  | 16  | 14   | 7   | 9  | 16  | 11   | 19* | 17 | 15  | 17  | 16  | Rit | 12  | Rit | 7     |
| 18   | Antonio Giovinazzi | 12  | 14  | 12  | 15  | 10  | 11   | 15 | 15  | 14  | 13   | 13  | 13 | 14  | 13   | 16  | 11 | 11  | 11  | 14  | 15  | 9   | Rit | 3     |
| 19   | Mick Schumacher    | 16  | 16  | 17  | 18  | 18  | 13   | 19 | 16  | 18  | 18   | 12  | 16 | 18  | 15   | Rit | 19 | 16  | Rit | 18  | 16  | Rit | 14  | 0     |
| 20   | Robert Kubica      |     |     |     | SP  |     |      |    | SP  |     |      | SP  |    | 15  | 14   |     |    |     |     |     |     |     |     | 0     |
| 21   | Nikita Mazepin     | Rit | 17  | 19  | 19  | 17  | 14   | 20 | 18  | 19  | 17   | Rit | 17 | Rit | Rit  | 18  | 20 | 17  | 18  | 17  | 18  | Rit | NP  | 0     |
| Pos. | Pilota             |     |     |     |     |     |      |    |     |     |      |     |    |     |      |     |    |     |     |     |     |     |     | Punti |

| Legenda | 1º posto     | 2º posto | 3º posto    | A punti         | Senza punti/Non class.  | Grassetto – Pole position Corsivo – Giro più veloce Apice – Risultato Qualifica Sprint (A punti) |
| Legenda | Squalificato | Ritirato | Non partito | Non qualificato | Solo prove/Terzo pilota | Grassetto – Pole position Corsivo – Giro più veloce Apice – Risultato Qualifica Sprint (A punti) |

* – Indica i piloti ritirati ma ugualmente classificati avendo coperto, come previsto dal regolamento, almeno il 90% della distanza di gara.
- Nel Gran Premio del Belgio non è stato coperto il 75% della distanza prevista, quindi i punti assegnati sono la metà di quelli previsti per la distanza completa; i giri più veloci non sono stati riconosciuti nella classifica finale del Gran Premio.[194]

### Classifica costruttori
| Pos. | Costruttore               | Pilota     |     |     |     |     |     |     |    |     |     |      |     |    |     |      |     |    |     |     |     |     |     |     | Punti |
| ---- | ------------------------- | ---------- | --- | --- | --- | --- | --- | --- | -- | --- | --- | ---- | --- | -- | --- | ---- | --- | -- | --- | --- | --- | --- | --- | --- | ----- |
| 1    | Mercedes                  | Hamilton   | 1   | 2   | 1   | 1   | 7   | 15  | 2  | 2   | 4   | 12   | 2   | 3  | 2   | Rit  | 1   | 5  | 2   | 2   | 1   | 1   | 1   | 2   | 613,5 |
| 1    | Mercedes                  | Bottas     | 3   | Rit | 3   | 3   | Rit | 12  | 4  | 3   | 2   | 3    | Rit | 12 | 3   | 31   | 5   | 1  | 6   | 15  | 31  | Rit | 3   | 6   | 613,5 |
| 2    | Red Bull Racing-Honda     | Verstappen | 2   | 1   | 2   | 2   | 1   | 18* | 1  | 1   | 1   | Rit1 | 9   | 1  | 1   | Rit2 | 2   | 2  | 1   | 1   | 2   | 2   | 2   | 1   | 585,5 |
| 2    | Red Bull Racing-Honda     | Pérez      | 5   | 11  | 4   | 5   | 4   | 1   | 3  | 4   | 6   | 16   | Rit | 19 | 8   | 5    | 9   | 3  | 3   | 3   | 4   | 4   | Rit | 15* | 585,5 |
| 3    | Ferrari                   | Leclerc    | 6   | 4   | 6   | 4   | NP  | 4   | 16 | 7   | 8   | 2    | Rit | 8  | 5   | 4    | 15  | 4  | 4   | 5   | 5   | 8   | 7   | 10  | 323,5 |
| 3    | Ferrari                   | Sainz Jr.  | 8   | 5   | 11  | 7   | 2   | 8   | 11 | 6   | 5   | 6    | 3   | 10 | 7   | 6    | 3   | 8  | 7   | 6   | 63  | 7   | 8   | 3   | 323,5 |
| 4    | McLaren-Mercedes          | Ricciardo  | 7   | 6   | 9   | 6   | 12  | 9   | 6  | 13  | 7   | 5    | 11  | 4  | 11  | 13   | 4   | 13 | 5   | 12  | Rit | 12  | 5   | 12  | 275   |
| 4    | McLaren-Mercedes          | Norris     | 4   | 3   | 5   | 8   | 3   | 5   | 5  | 5   | 3   | 4    | Rit | 14 | 10  | 2    | 7   | 7  | 8   | 10  | 10  | 9   | 10  | 7   | 275   |
| 5    | Alpine-Renault            | Alonso     | Rit | 10  | 8   | 17  | 13  | 6   | 8  | 9   | 10  | 7    | 4   | 11 | 6   | 8    | 6   | 16 | Rit | 9   | 9   | 3   | 13  | 8   | 155   |
| 5    | Alpine-Renault            | Ocon       | 13  | 9   | 7   | 9   | 9   | Rit | 14 | 14  | Rit | 9    | 1   | 7  | 9   | 10   | 14  | 10 | Rit | 13  | 8   | 5   | 4   | 9   | 155   |
| 6    | AlphaTauri-Honda          | Tsunoda    | 9   | 12  | 15  | Rit | 16  | 7   | 13 | 10  | 12  | 10   | 6   | 15 | Rit | NP   | 17  | 14 | 9   | Rit | 15  | 13  | 14  | 4   | 142   |
| 6    | AlphaTauri-Honda          | Gasly      | 17* | 7   | 10  | 10  | 6   | 3   | 7  | Rit | 9   | 11   | 5   | 6  | 4   | Rit  | 13  | 6  | Rit | 4   | 7   | 11  | 6   | 5   | 142   |
| 7    | Aston Martin-Mercedes     | Stroll     | 10  | 8   | 14  | 11  | 8   | Rit | 10 | 8   | 13  | 8    | Rit | 20 | 12  | 7    | 11  | 9  | 12  | 14  | Rit | 6   | 11  | 13  | 77    |
| 7    | Aston Martin-Mercedes     | Vettel     | 15  | 15* | 13  | 13  | 5   | 2   | 9  | 12  | 17* | Rit  | SQ  | 5  | 13  | 12   | 12  | 18 | 10  | 7   | 11  | 10  | Rit | 11  | 77    |
| 8    | Williams-Mercedes         | Russell    | 14  | Rit | 16  | 14  | 14  | 17* | 12 | Rit | 11  | 12   | 8   | 2  | 17* | 9    | 10  | 15 | 14  | 16  | 13  | 17  | Rit | Rit | 23    |
| 8    | Williams-Mercedes         | Latifi     | 18* | Rit | 18  | 16  | 15  | 16  | 18 | 17  | 16  | 14   | 7   | 9  | 16  | 11   | 19* | 17 | 15  | 17  | 16  | Rit | 12  | Rit | 23    |
| 9    | Alfa Romeo Racing-Ferrari | Räikkönen  | 11  | 13  | Rit | 12  | 11  | 10  | 17 | 11  | 15  | 15   | 10  | 18 | SP  |      | 8   | 12 | 13  | 8   | 12  | 14  | 15  | Rit | 13    |
| 9    | Alfa Romeo Racing-Ferrari | Kubica     |     |     |     | SP  |     |     |    | SP  |     |      | SP  |    | 15  | 14   |     |    |     |     |     |     |     |     | 13    |
| 9    | Alfa Romeo Racing-Ferrari | Giovinazzi | 12  | 14  | 12  | 15  | 10  | 11  | 15 | 15  | 14  | 13   | 13  | 13 | 14  | 13   | 16  | 11 | 11  | 11  | 14  | 15  | 9   | Rit | 13    |
| 10   | Haas-Ferrari              | Mazepin    | Rit | 17  | 19  | 19  | 17  | 14  | 20 | 18  | 19  | 17   | Rit | 17 | Rit | Rit  | 18  | 20 | 17  | 18  | 17  | 18  | Rit | NP  | 0     |
| 10   | Haas-Ferrari              | Schumacher | 16  | 16  | 17  | 18  | 18  | 13  | 19 | 16  | 18  | 18   | 12  | 16 | 18  | 15   | Rit | 19 | 16  | Rit | 18  | 16  | Rit | 14  | 0     |
| Pos. | Costruttore               | Pilota     |     |     |     |     |     |     |    |     |     |      |     |    |     |      |     |    |     |     |     |     |     |     | Punti |

| Legenda | 1º posto     | 2º posto | 3º posto    | A punti         | Senza punti/Non class.  | Grassetto – Pole position Corsivo – Giro più veloce Apice – Risultato Qualifica Sprint (A punti) |
| Legenda | Squalificato | Ritirato | Non partito | Non qualificato | Solo prove/Terzo pilota | Grassetto – Pole position Corsivo – Giro più veloce Apice – Risultato Qualifica Sprint (A punti) |

 * – Indica i piloti ritirati ma ugualmente classificati avendo coperto, come previsto dal regolamento, almeno il 90% della distanza di gara.
- Nel Gran Premio del Belgio non è stato coperto il 75% della distanza prevista, quindi i punti assegnati sono la metà di quelli previsti per la distanza completa; i giri più veloci non sono stati riconosciuti nella classifica finale del Gran Premio.[194]